# 망고

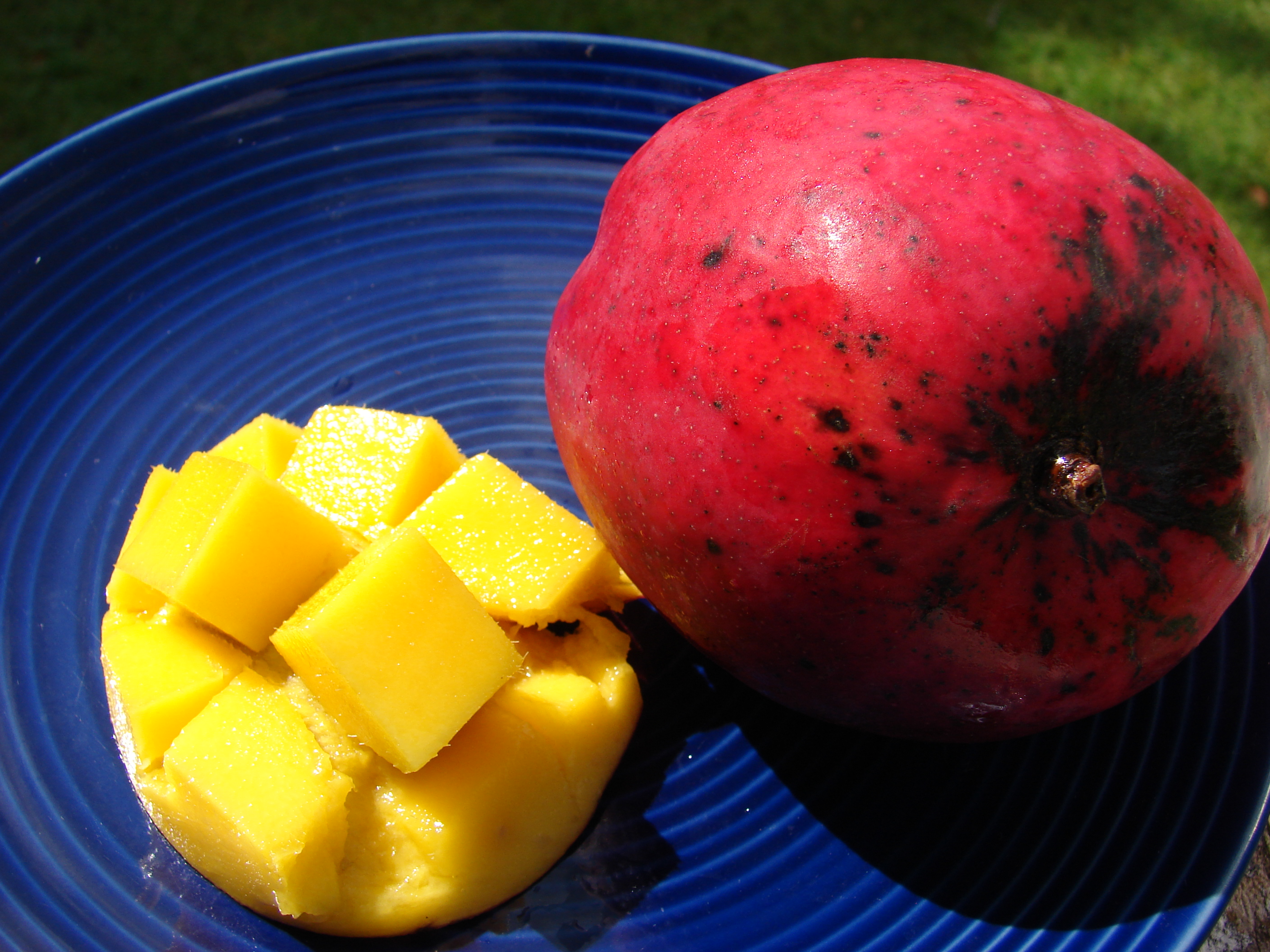
망고

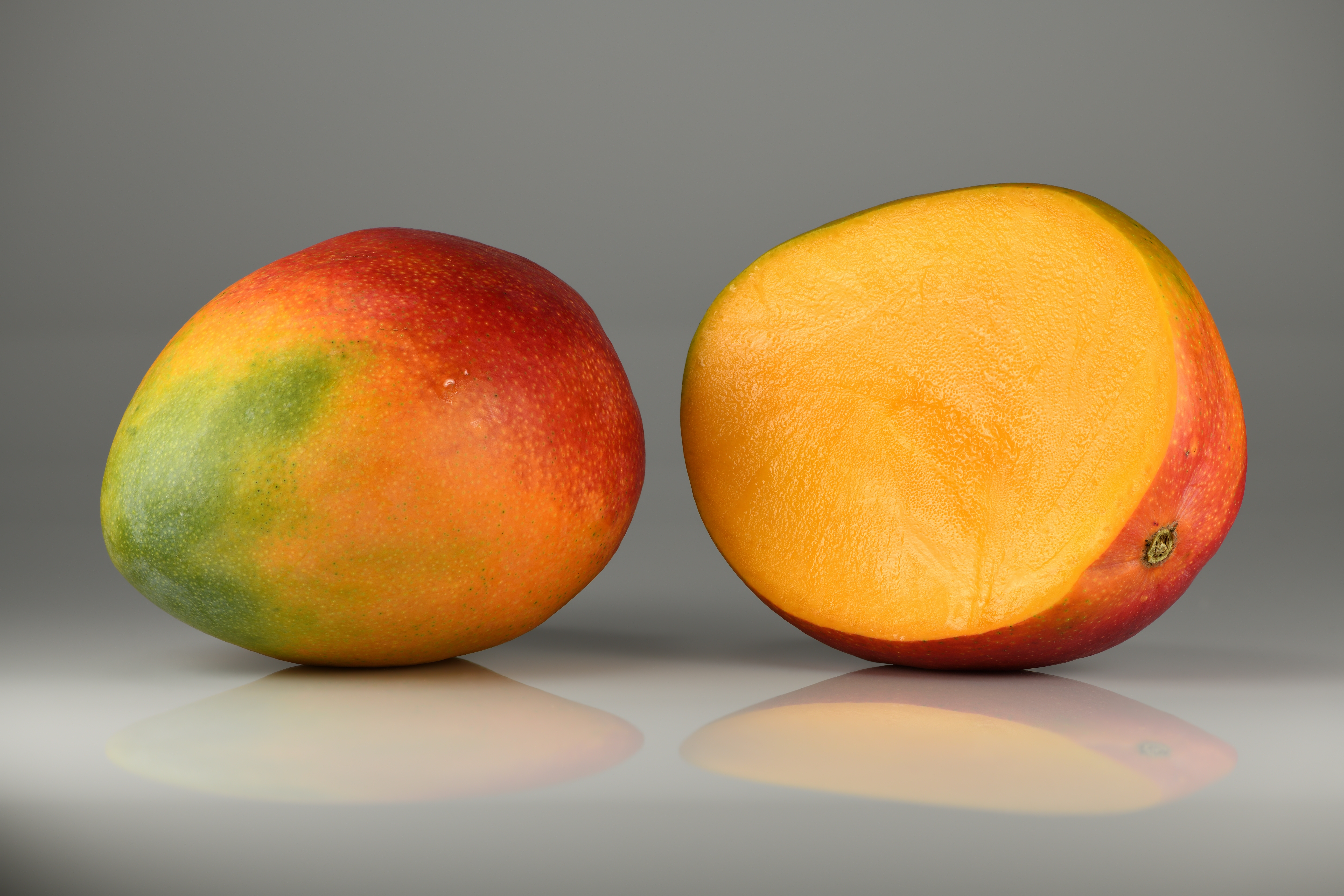
망고 열매 – 낱개 및 반으로 자른 것

망고(영어: mango 맹고[*])는 망고 (학명: Mangifera indica) 열대 나무에서 생산되는 식용 핵과이다. 미얀마 북서부, 방글라데시, 인도 북동부 사이의 지역에서 유래했다. 망고는 고대부터 남아시아와 동남아시아에서 재배되어 왔으며, 그 결과 현대에는 "인도 유형"과 "동남아시아 유형"이라는 두 가지 망고 재배 품종이 생겨났다. 망고속의 다른 종들도 "망고"라고 불리는 식용 과일을 생산하며, 이들 대부분은 말레이시아 생태구에서 발견된다.
전 세계적으로 수백 가지의 망고 재배 품종이 존재한다. 재배 품종에 따라 망고 열매는 크기, 모양, 단맛, 껍질 색깔, 과육 색깔이 다양하며, 과육은 연노랑, 금색, 녹색 또는 주황색일 수 있다. 망고는 인도, 파키스탄, 필리핀의 국가 과일이며, 망고나무는 방글라데시의 국목이다.

## 어원
영어 단어 망고(복수형 mangoes 또는 mangos)는 16세기 포르투갈어 manga에서 유래했으며, 이는 말레이어 mangga에서, 궁극적으로는 타밀어 mā(மா, '망고나무') + kāy(ங்காய், '덜 익은 과일/채소') 또는 말라얄람어 māṅṅa(മാവ്, '망고나무') + kāya(കായ, '덜 익은 과일')에서 왔다. 학명인 Mangifera indica는 인도에서 망고를 맺는 식물을 의미한다.

## 묘사
망고나무는 높이 30–40 미터 (98–131 피트)까지 자라며, 수관의 반경은 10–15 m (33–49 ft)이다. 이 나무는 수명이 길어 어떤 개체는 300년이 넘도록 열매를 맺기도 한다.
깊은 토양에서는 주근이 6 m (20 ft) 깊이까지 내려가며, 넓게 퍼지는 잔뿌리와 깊이 박히는 지지 뿌리가 많다. 잎은 상록성이며, 어긋나고 단순하며, 길이 15–35 센티미터 (6–14 인치), 너비 6–16 cm (2 1⁄2–6 1⁄2 in)이다. 어린 잎은 오렌지핑크색이며, 빠르게 짙고 광택 나는 붉은색으로 변하고, 성숙하면서 짙은 녹색이 된다. 꽃은 길이 10–40 cm (4–15 1⁄2 in)의 정생 원추화서로 피며, 각 꽃은 작고 흰색으로 5개의 꽃잎이 있으며, 길이 5–10 밀리미터 (3⁄16–3⁄8 in)로 순하고 달콤한 향이 난다. 500가지가 넘는 망고 변종이 알려져 있으며, 이들 중 상당수는 여름에 익고, 일부는 이중 수확을 한다. 열매는 꽃이 핀 후 4~5개월이 지나야 익는다.
익은 열매는 재배 품종에 따라 크기, 모양, 색깔, 단맛, 식감이 다르다. 재배 품종에 따라 열매는 노란색, 주황색, 붉은색 또는 녹색을 띠기도 한다. 열매에는 섬유질이 있거나 표면에 털이 있는 납작하고 긴 씨앗이 하나 들어있으며, 과육에서 쉽게 분리되지 않는다. 열매는 다소 둥글거나 타원형이거나 콩팥 모양일 수 있으며, 길이는 5–25 센티미터 (2–10 in), 개별 열매의 무게는 140 그램 (5 oz)에서 2 킬로그램 (5 lb)까지 다양하다. 껍질은 가죽 같고, 왁스 같고, 매끄럽고 향긋하며, 완전히 익었을 때 녹색에서 노란색, 노랑-주황색, 노랑-붉은색, 또는 다양한 붉은색, 보라색, 분홍색, 노란색으로 물든다.
잘 익은 온전한 망고는 독특한 수지향이 나는 달콤한 냄새를 풍긴다. 씨앗 안에는 두께 1–2 mm (0.039–0.079 in)의 얇은 막이 길이 4–7 cm (1.6–2.8 in)의 씨앗을 감싸고 있다. 망고는 재배 어려운 씨앗을 가지고 있어 얼거나 건조되면 살아남지 못한다. 망고나무는 씨앗에서 쉽게 자라며, 성숙한 열매에서 얻은 씨앗일수록 발아 성공률이 가장 높다.

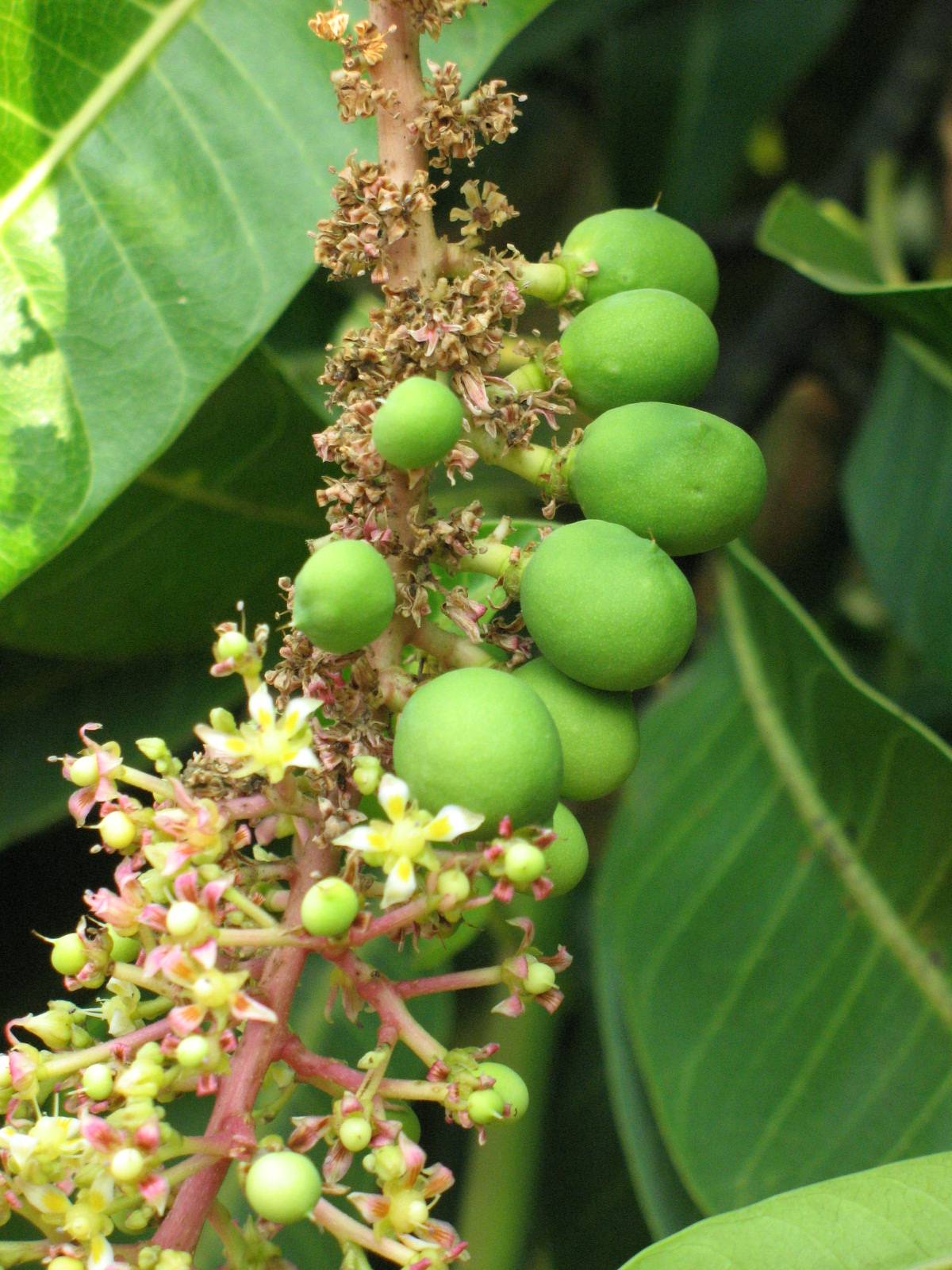
'알폰소' 나무의 꽃과 덜 익은 열매
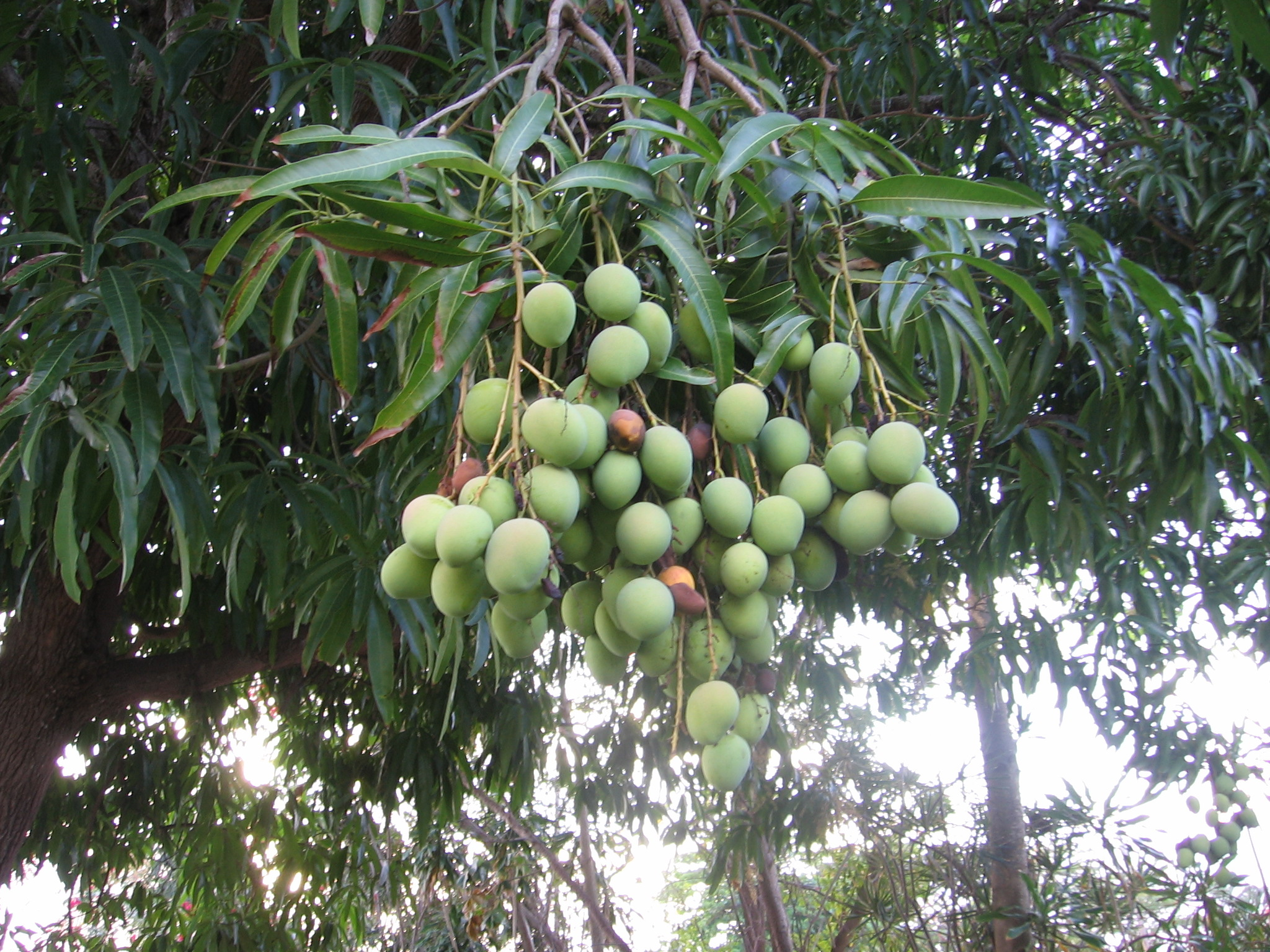
린콘, 푸에르토리코의 덜 익은 망고
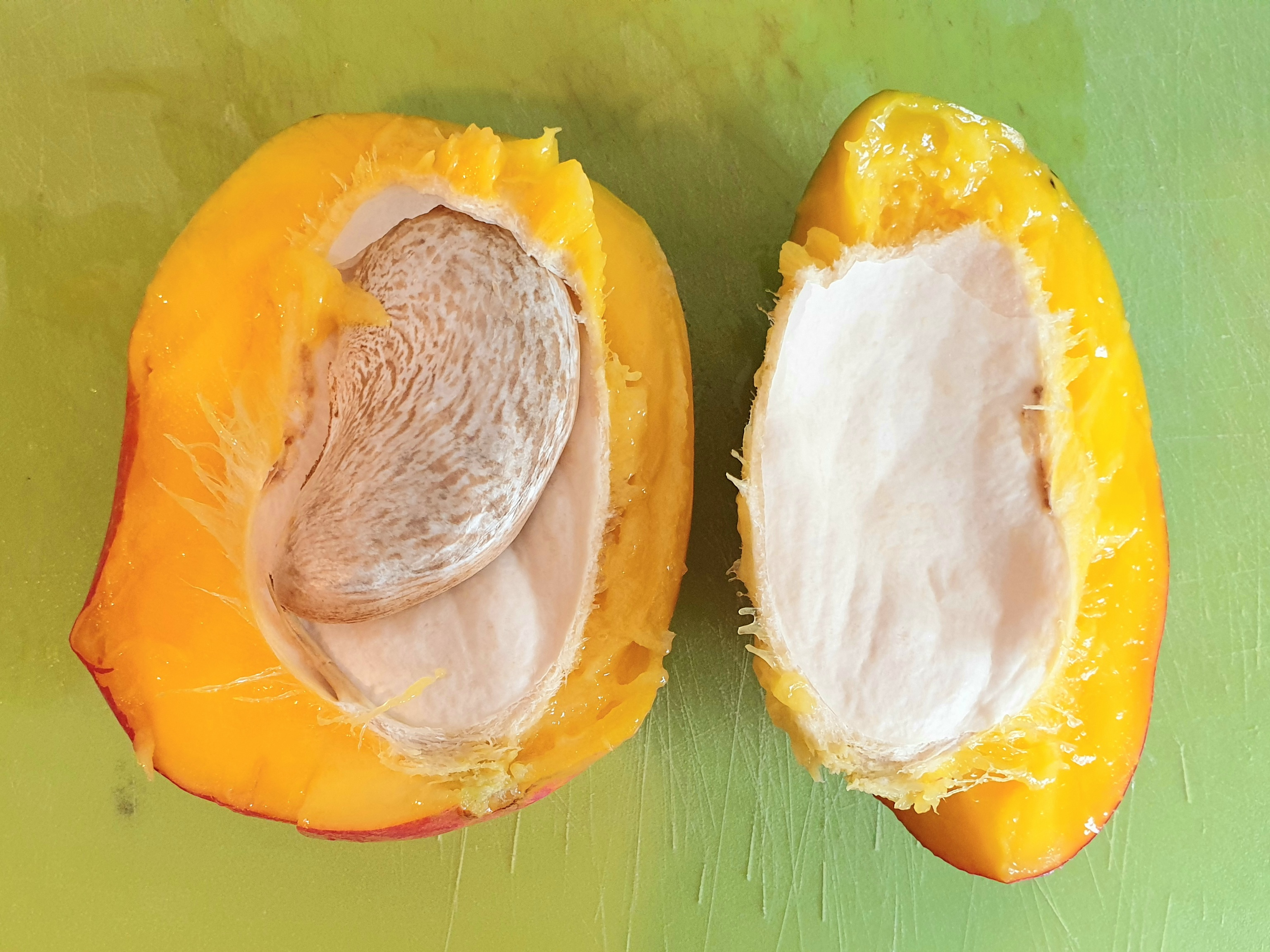
망고 씨앗 내부
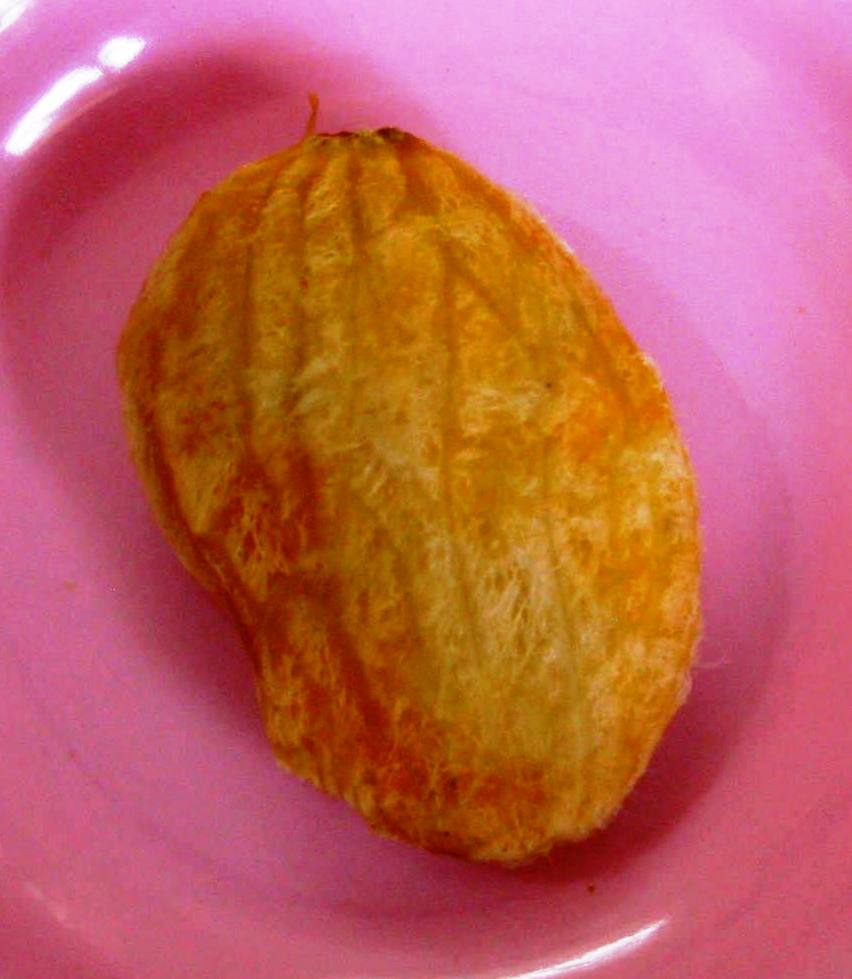
망고 피레나

## 분류

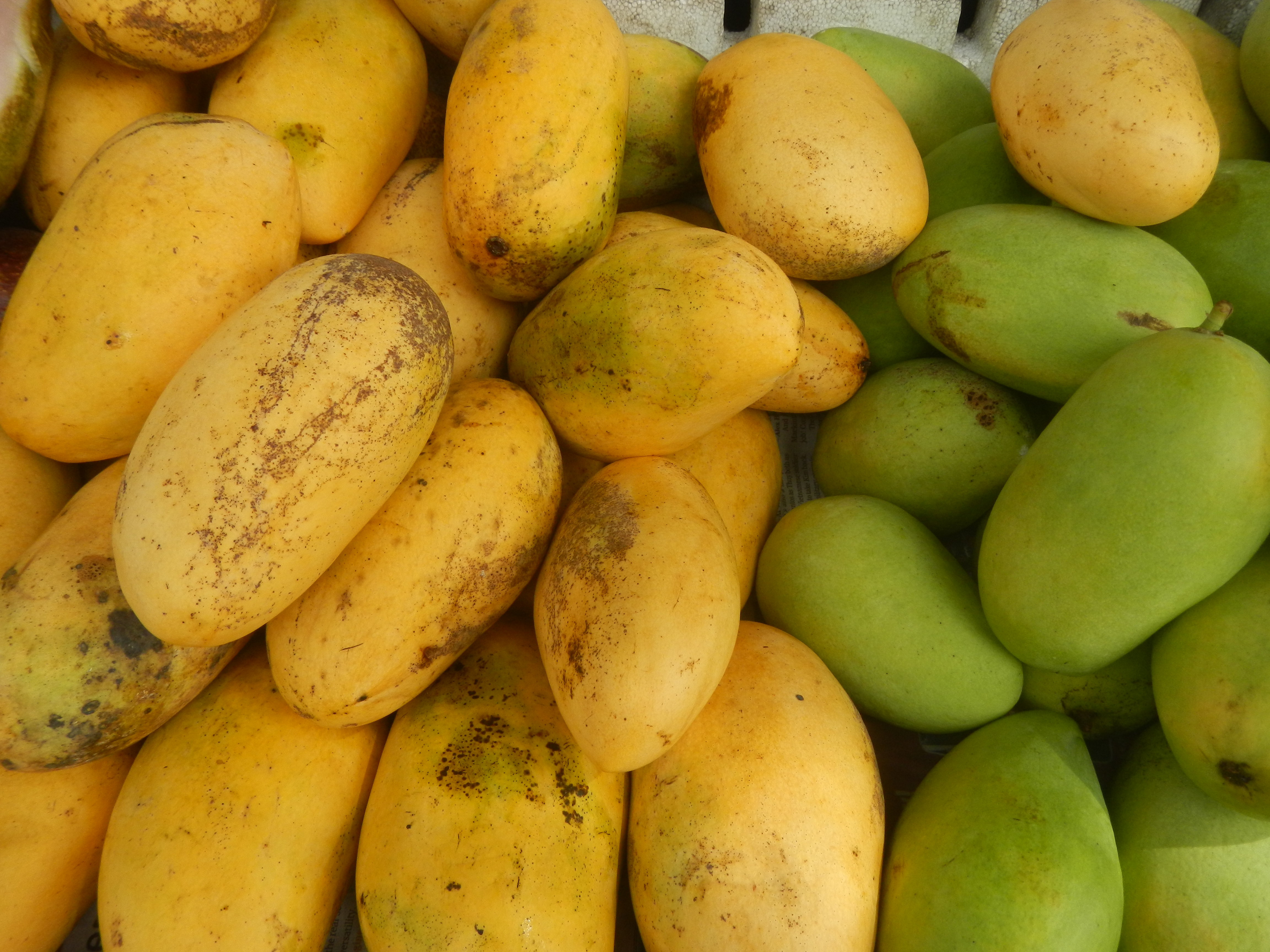
'카라바오', 전형적인 "동남아시아 유형"의 다배성 망고 재배 품종

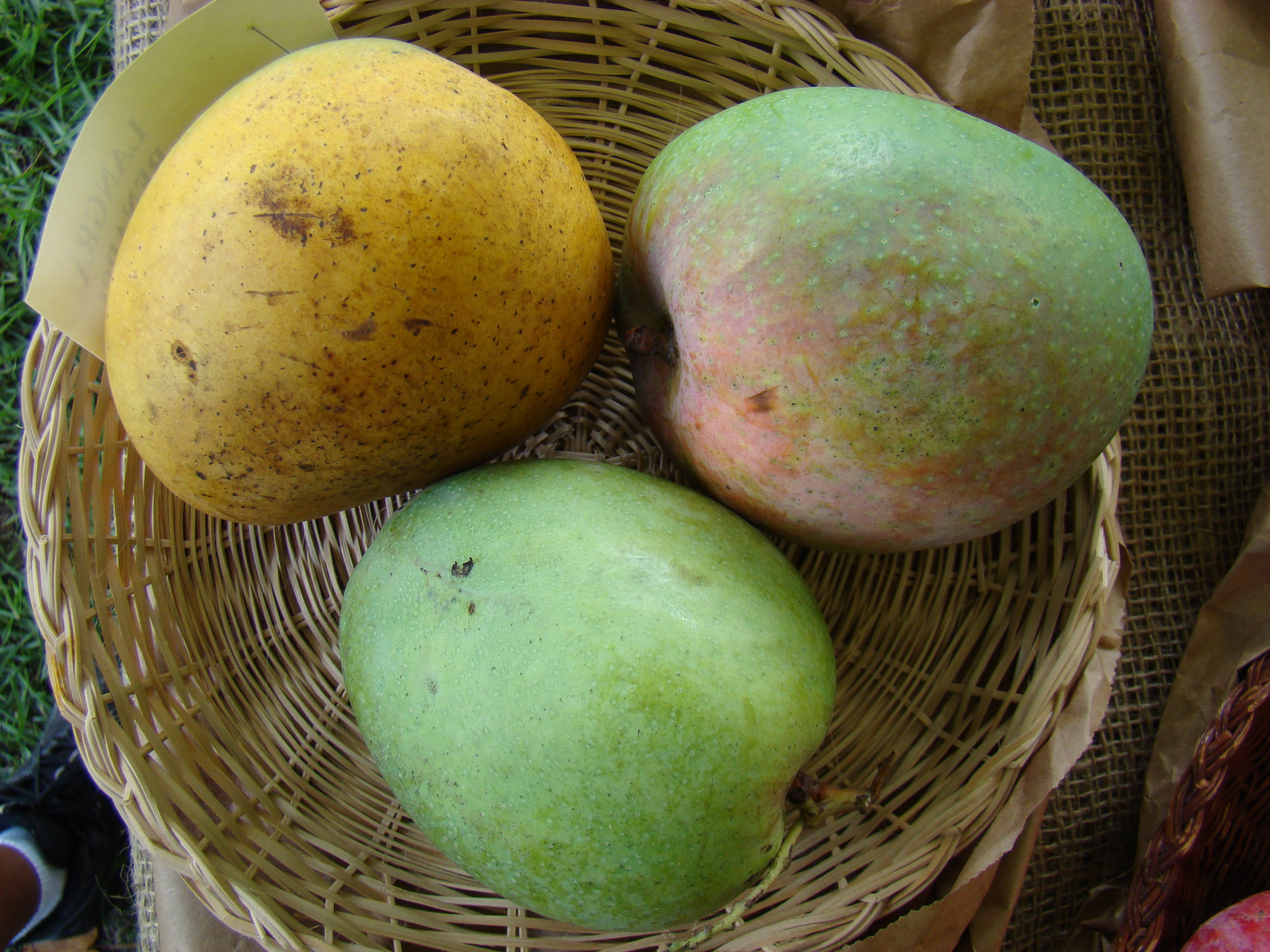
'랑그라', 전형적인 "인도 유형"의 단배성 망고 재배 품종

망고는 미얀마 북서부, 방글라데시, 인도 북동부 사이의 지역에서 유래했다. 망고는 진화적 아나크로니즘으로 간주되는데, 이는 씨앗 분산이 한때 현재는 절멸한 거대동물 포유류와 같은 섭식자에 의해 이루어졌음을 의미한다.
원산지에서 망고는 아열대 인도 집단과 열대 동남아시아 집단이라는 두 가지 유전적으로 구별되는 개체군으로 나뉘었다. 인도 집단은 단배성 열매를 특징으로 하며, 다배성 열매는 동남아시아 집단을 특징으로 한다.
이전에는 망고가 남아시아에서 한 번의 순화 사건을 통해 유래한 후 동남아시아로 퍼졌다고 믿어졌지만, 2019년 연구에서는 인도에서 다양성의 중심지가 발견되지 않았다. 대신, 인도 재배 품종보다 동남아시아 재배 품종에서 더 높은 독특한 유전적 다양성을 확인했으며, 이는 망고가 원래 동남아시아에서 먼저 순화된 후 남아시아로 유입되었을 수 있음을 시사한다. 그러나 저자들은 동남아시아 망고의 다양성이 말레이시아 생태구에 자생하는 다른 망고속 종과의 종간 교잡과 같은 다른 이유의 결과일 수도 있다고 경고했다. 그럼에도 불구하고, 연구에서 확인된 두 가지 구별되는 유전적 개체군의 존재는 망고의 순화가 이전에 가정했던 것보다 더 복잡하며, 최소한 동남아시아와 남아시아에서 여러 차례의 순화 사건이 있었음을 나타낸다.

### 재배 품종
수백 가지의 명명된 망고 재배품종이 있다. 망고 과수원에서는 수분율을 높이기 위해 여러 재배 품종을 함께 재배하는 경우가 많다. 많은 인기 있는 재배 품종은 단배성이며, 접붙이기로 번식시켜야 한다. 그렇지 않으면 진정한 번식이 되지 않는다. 일반적인 단배성 재배 품종은 '알폰소'로, "망고의 왕"으로 불리며 중요한 수출 품목이다.
한 기후에서 뛰어난 재배 품종이 다른 곳에서는 실패할 수 있다. 예를 들어, 자메이카에서 다수확 품종인 '줄리'와 같은 인도 재배 품종은 플로리다에서 치명적인 진균병인 탄저병을 피하기 위해 매년 살진균제 처리가 필요하다. 아시아 망고는 탄저병에 강하다.
현재 서구 시장은 '토미 앳킨스' 재배 품종이 지배적이다. 이는 '헤이든'의 묘목으로, 1940년 플로리다 남부에서 처음으로 열매를 맺었지만 처음에는 플로리다 연구원들에게 상업적으로 거부되었다. 전 세계 재배자들과 수입업자들은 뛰어난 생산성, 질병 저항성, 유통기한, 운반성, 크기, 매력적인 색상 때문에 이 재배 품종을 채택했다. 토미 앳킨스 재배 품종은 상업적으로 성공했지만, 알폰소와 같은 다른 재배 품종은 식용으로서 소비자들이 더 선호할 수 있다.
일반적으로 잘 익은 망고는 주황-노랑 또는 붉은색 껍질을 가지며 먹기에 즙이 많지만, 수출용 과일은 종종 녹색 껍질로 덜 익은 상태에서 수확된다. 숙성 시 에틸렌을 생성하지만, 덜 익은 수출용 망고는 신선한 과일과 같은 즙이 많거나 풍미를 가지지 않는다.

## 분포와 서식지

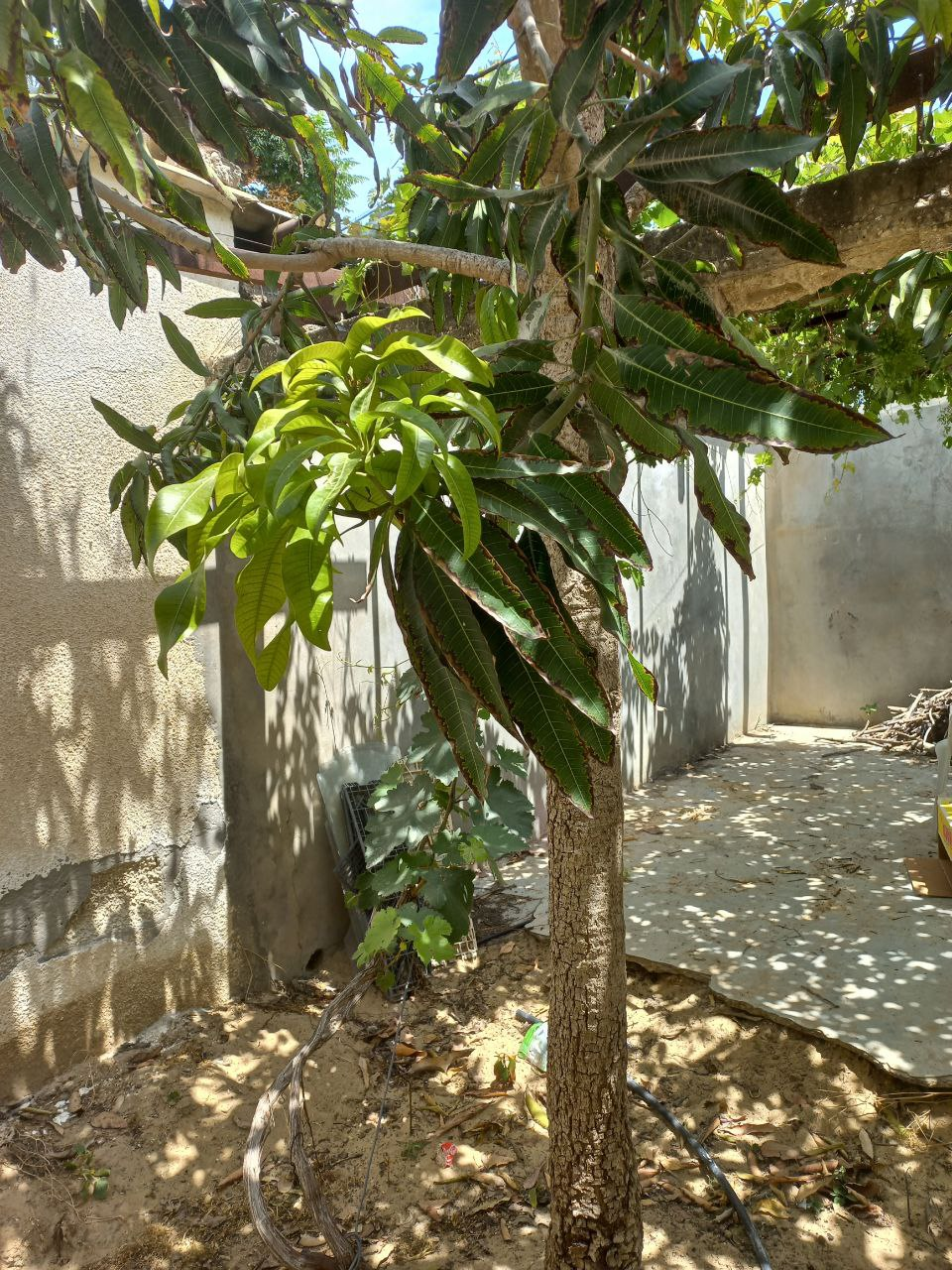
팔레스타인의 망고나무

열대 아시아에서 망고는 9세기에서 10세기에 아랍인과 페르시아 상인에 의해 동아프리카로 전파되었다. 14세기 모로코 여행가 이븐 바투타는 모가디슈에서 망고를 보았다고 기록했다. 망고는 식민 시대에 전 세계 다른 지역으로 더 퍼져나갔다. 포르투갈 제국은 인도 고아 식민지에서 동아프리카와 서아프리카로 망고를 전파했다. 서아프리카에서 16세기에서 17세기 사이에 브라질로 도입되었다. 브라질에서 18세기 중후반에 카리브 제도와 멕시코 동부로 북쪽으로 퍼져나갔다. 스페인 제국 또한 최소 16세기부터 마닐라 갈레온을 통해 필리핀에서 멕시코 서부로 직접 망고를 도입했다. 망고는 1833년이 되어서야 플로리다에 도입되었다.

## 재배
망고는 현재 대부분의 서리가 없는 열대 및 따뜻한 아열대 기후에서 재배된다. 남아시아, 동남아시아, 동 및 서아프리카, 열대 및 아열대 아메리카, 카리브 제도에서 광범위하게 재배된다. 망고는 또한 스페인 안달루시아주 (주로 말라가주)에서도 재배되는데, 그 해안 아열대 기후가 유럽 본토에서 열대 식물과 과일 나무의 성장을 허용하는 몇 안 되는 장소 중 하나이기 때문이다. 카나리아 제도는 이 과일의 또 다른 주목할 만한 스페인 생산지이다. 다른 소규모 재배지로는 북아메리카 (남부 플로리다 및 캘리포니아 코첼라 밸리), 하와이, 호주가 있다.
유럽에서 재배되는 많은 상업용 재배품종은 원래 쿠바에서 온 냉해에 강한 고메라-1 망고 재배 품종의 대목에 접목된다. 그 뿌리 시스템은 해안 지중해 기후에 잘 적응되어 있다. 1,000가지가 넘는 망고 재배 품종 중 다수는 "테레빈 망고" (강한 테레빈유 맛 때문에)부터 불록스 하트까지, 접목 묘목을 사용하여 쉽게 재배할 수 있다. 왜성 또는 반왜성 품종은 관상용 식물로 사용되며 용기에 심을 수 있다. 다양한 질병이 망고에 영향을 미칠 수 있다.
| 인도                                                | 26.2 |
| 인도네시아                                          | 4.1  |
| 중국                                                | 3.9  |
| 멕시코                                              | 2.7  |
| 파키스탄                                            | 2.6  |
| 브라질                                              | 2.3  |
| 말라위                                              | 2.1  |
| 이집트                                              | 1.7  |
| 방글라데시                                          | 1.5  |
| 세계                                                | 61.1 |
| *망고스틴과 구아바를 포함합니다. 출처: 유엔 FAOSTAT |      |

망고 재배의 획기적인 발전은 질산 칼륨과 에트렐을 사용하여 망고의 개화를 유도한 것이었다. 이 발견은 1974년 필리핀 원예가 라몬 바르바에 의해 이루어졌으며, 필리핀에서 연기를 사용하여 망고 개화를 유도하는 독특한 전통적인 방법에서 개발되었다. 이는 망고 농장에서 연중 정기적으로 개화와 결실을 유도할 수 있게 했다. 이전에는 망고가 16~18개월마다 한 번씩만 개화했기 때문에 계절성 과일이었다. 이 방법은 현재 대부분의 망고 생산국에서 사용되고 있다.

## 생산
2023년 망고 (망고스틴과 구아바 포함)의 세계 생산량은 6,100만 톤이었으며, 인도에서 전체의 43%를 생산했다 (표).

## 사용

### 요리
망고는 일반적으로 달콤하지만, 재배 품종에 따라 과육의 맛과 질감이 다르다. 알폰소와 같은 일부 품종은 너무 익은 자두와 유사하게 부드럽고 즙이 많은 질감을 가지는 반면, 토미 앳킨스와 같은 다른 품종은 섬유질 질감으로 더 단단하다.
덜 익거나 초절이되거나 조리된 망고의 껍질은 먹을 수 있지만, 민감한 사람의 경우 입술, 잇몸, 혀에 접촉 피부염을 유발할 수 있다.

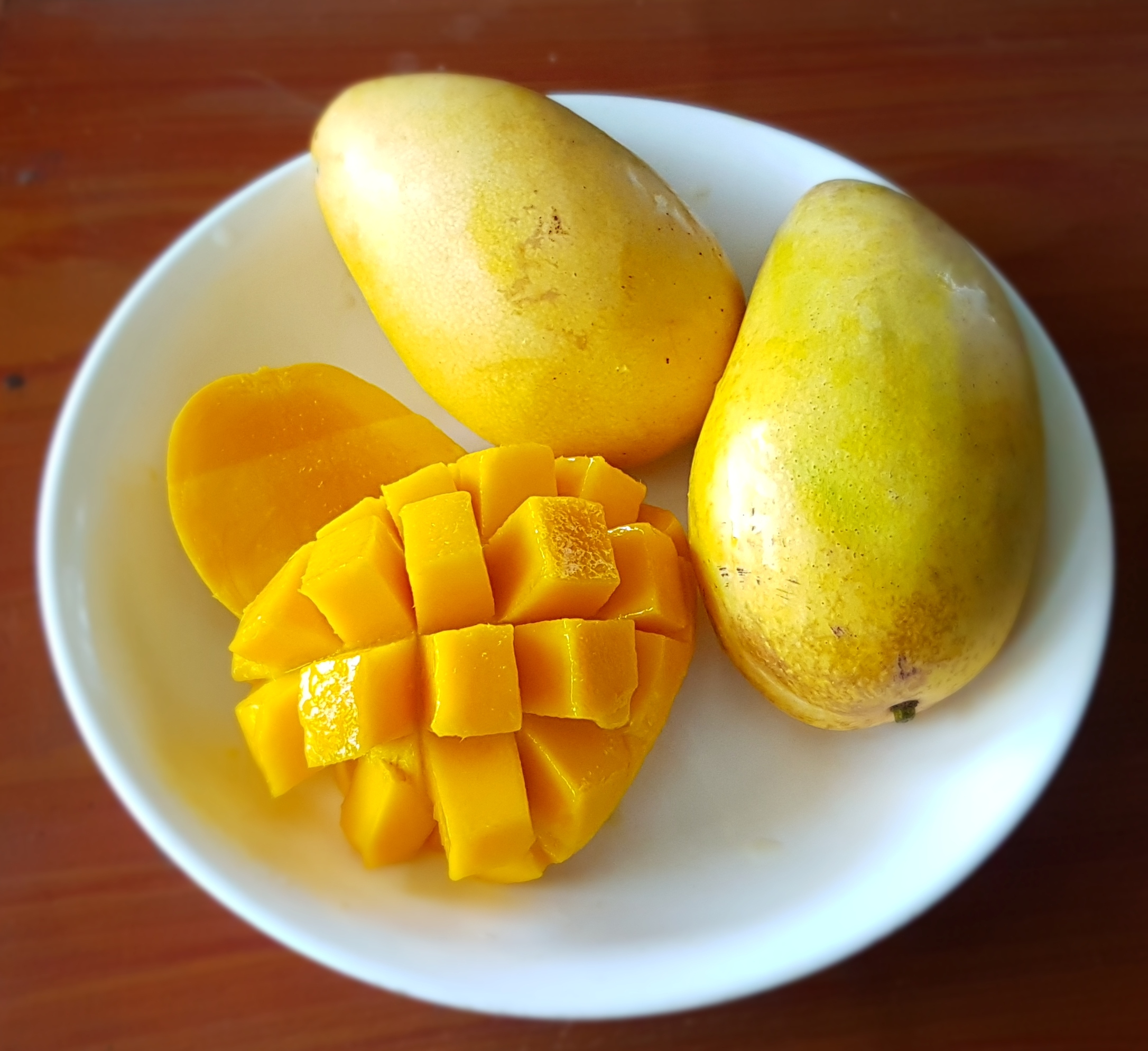
카라바오 망고의 "고슴도치" 스타일 준비
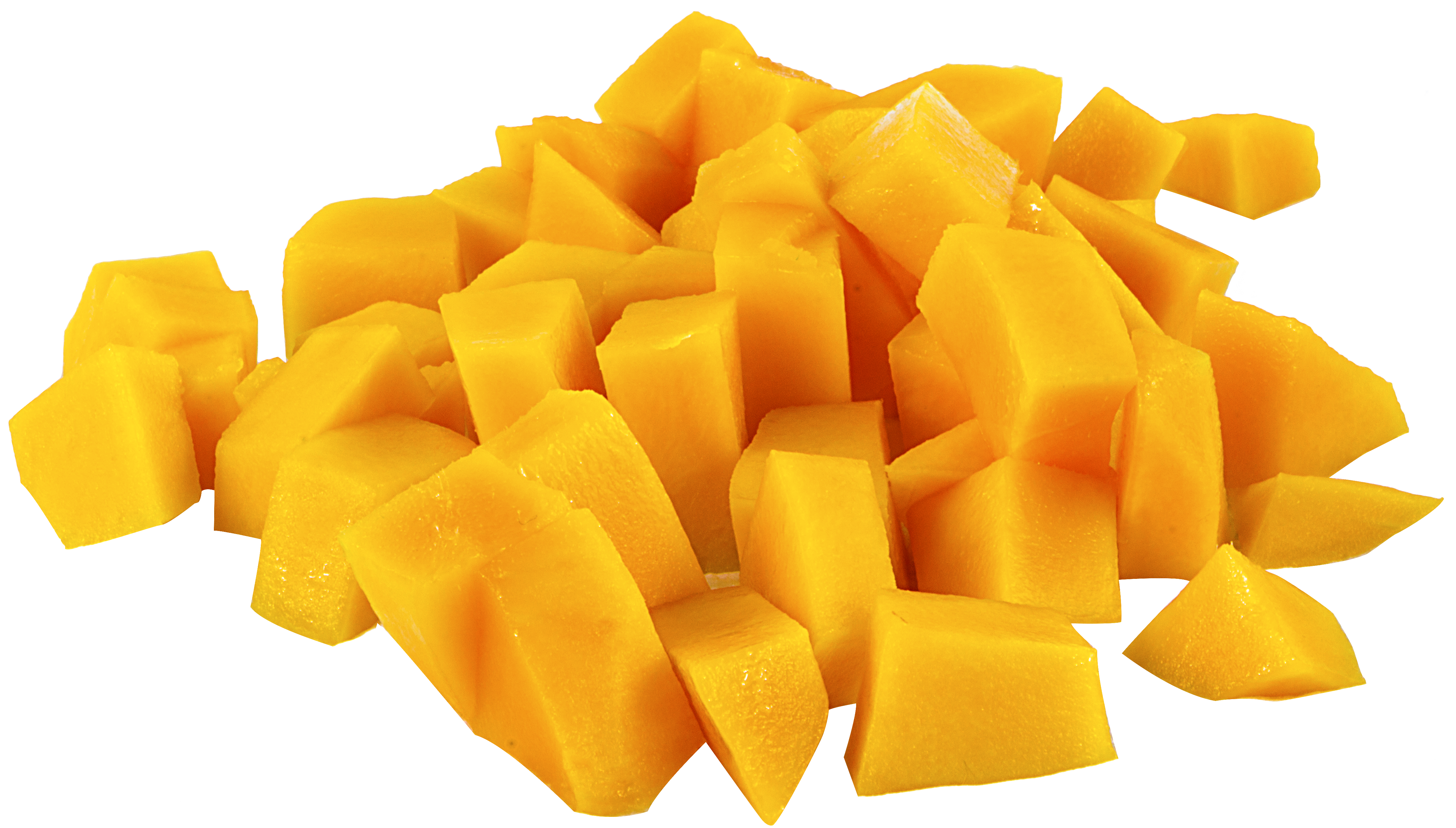
알폰소 망고 조각
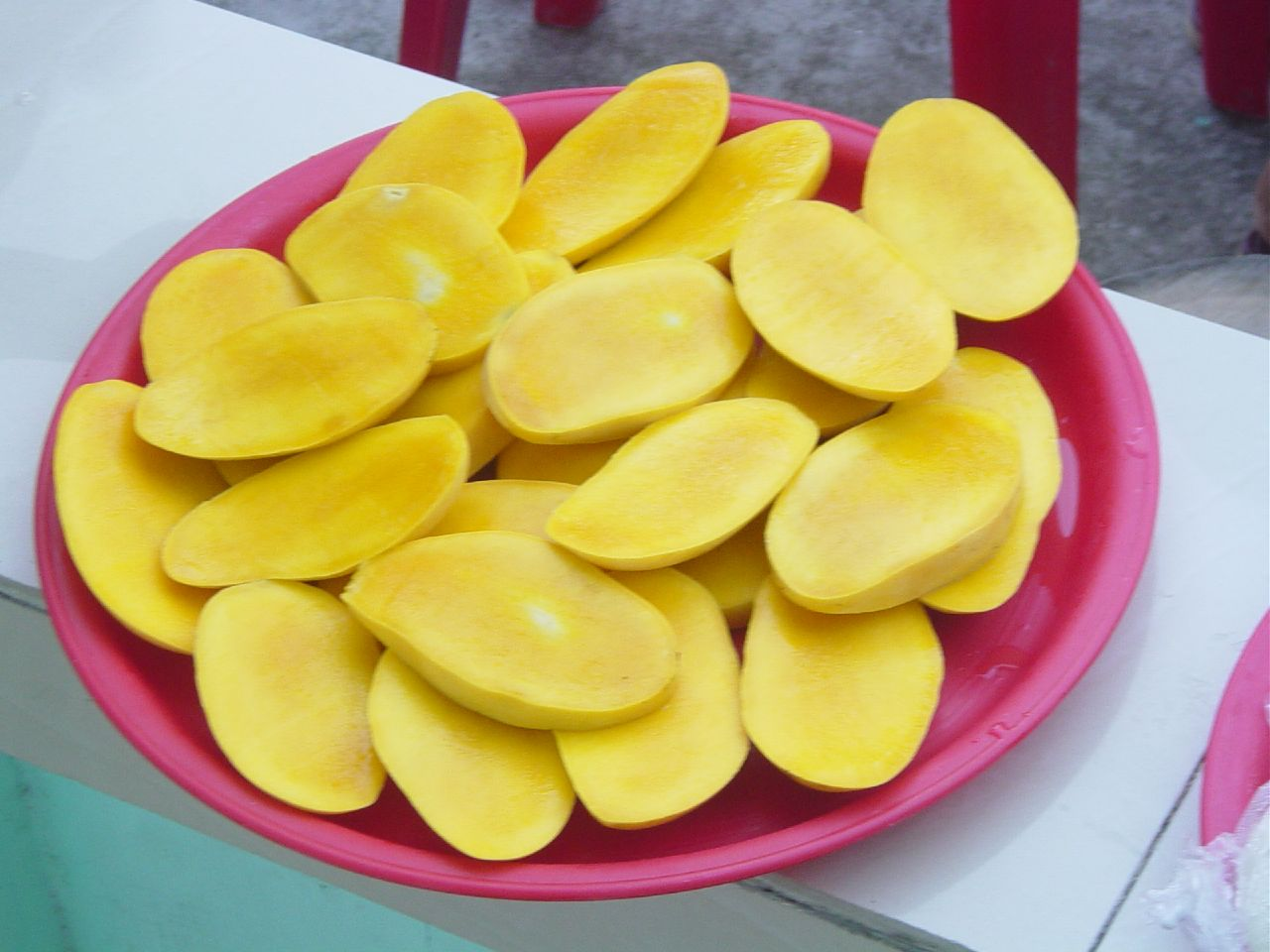
슬라이스된 아타울포 망고
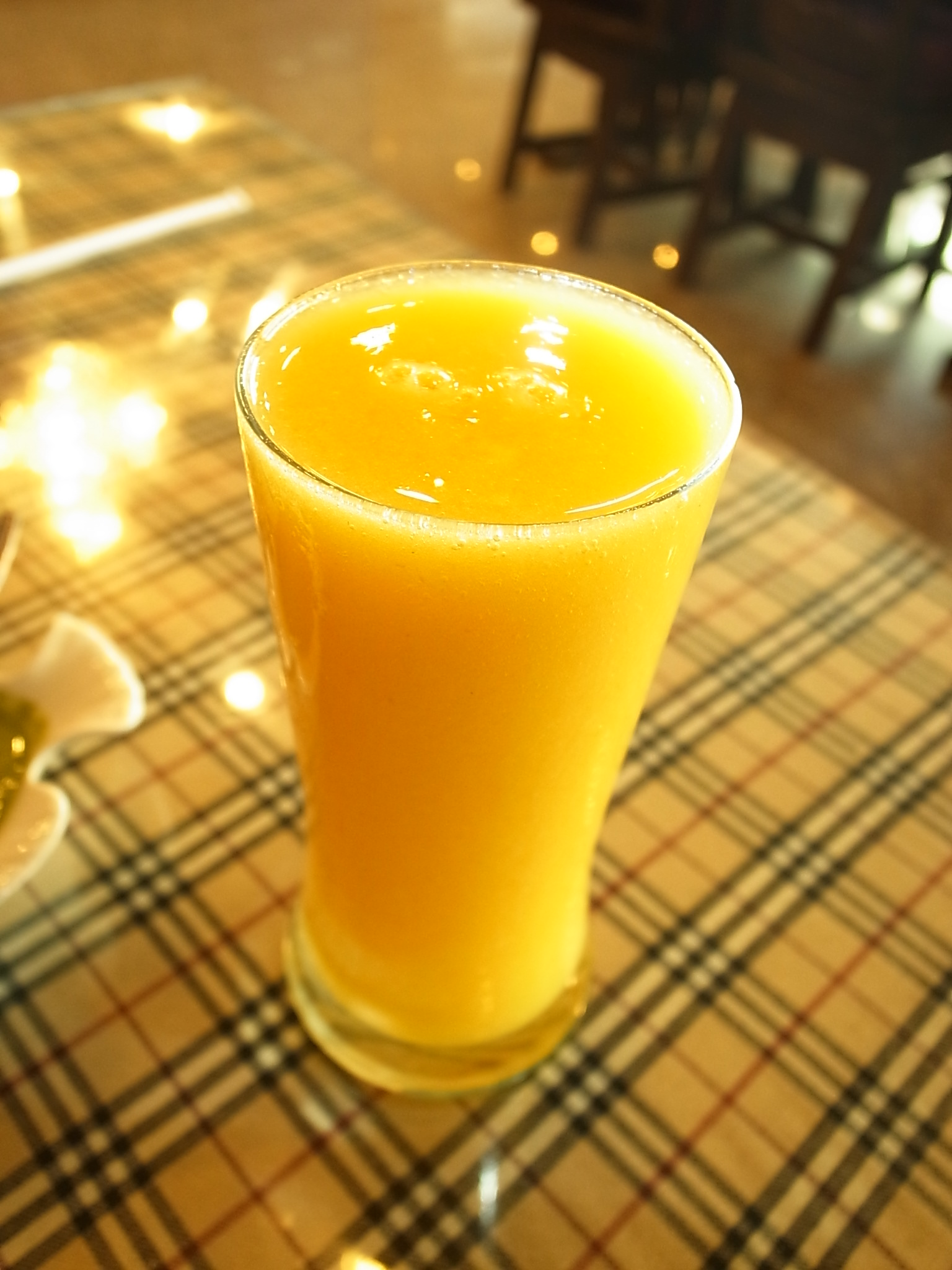
망고 주스 한 잔
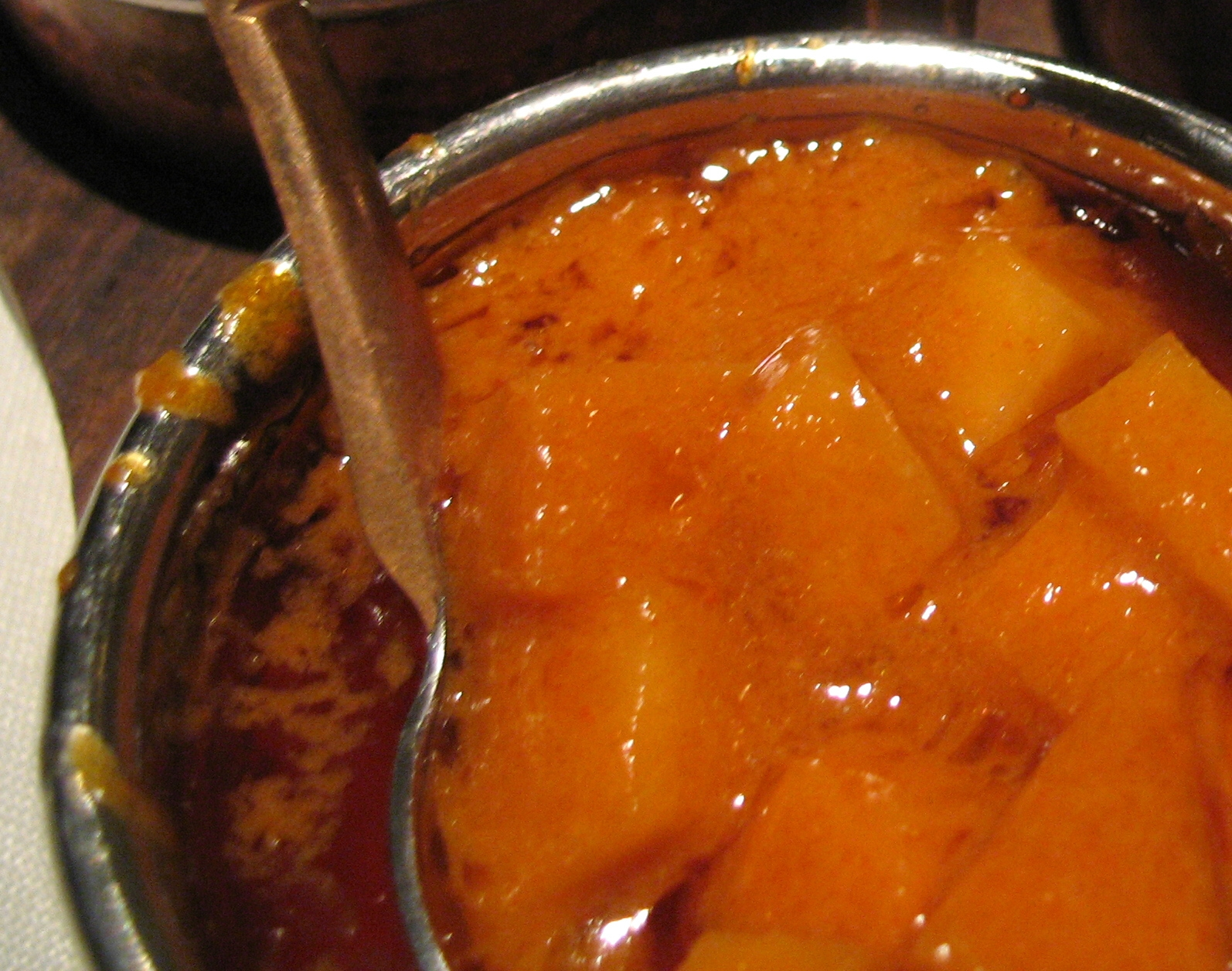
망고 차트니
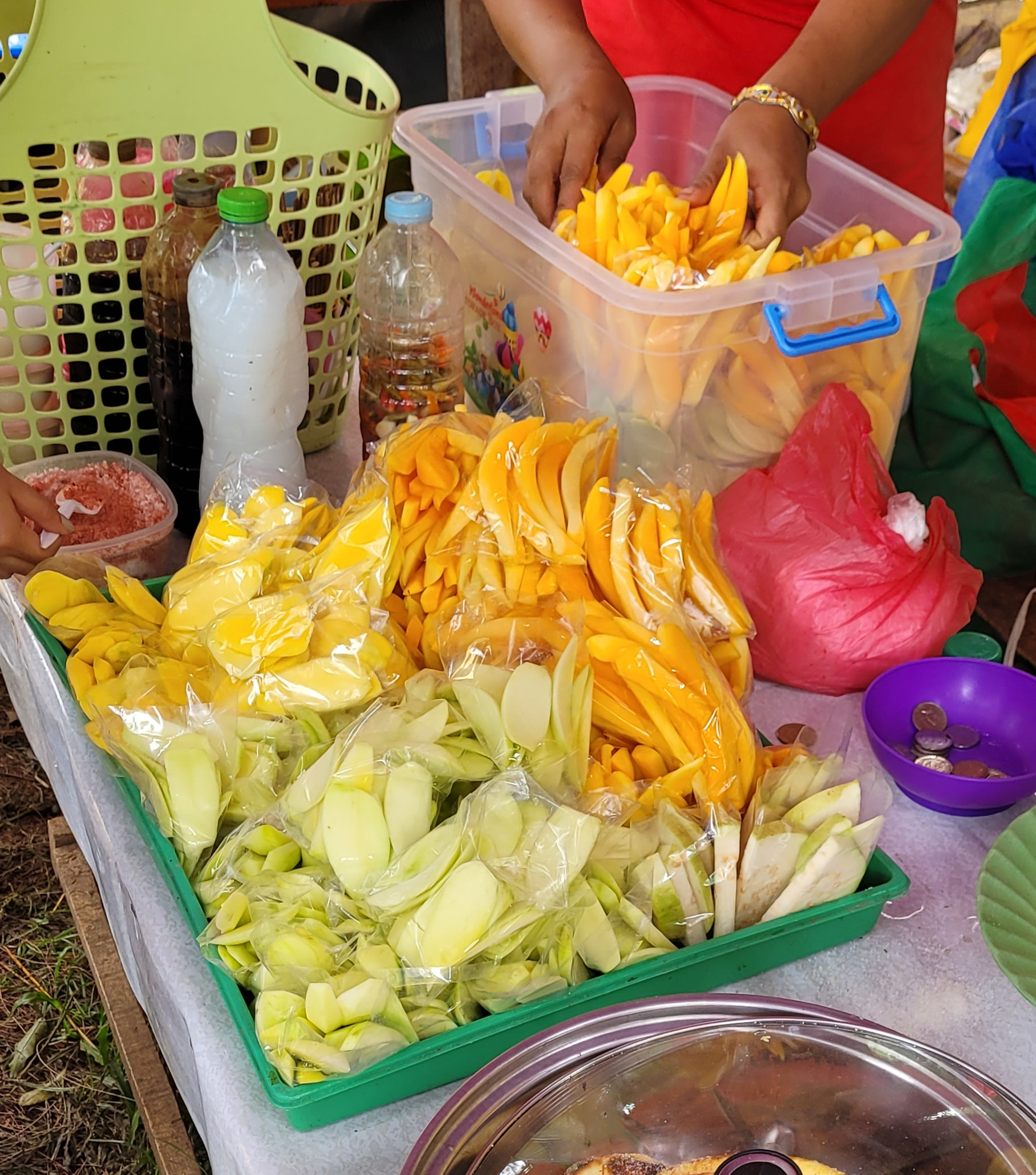
필리핀에서 새우장, 소금, 칠리, 식초, 간장과 함께 먹는 신 망고
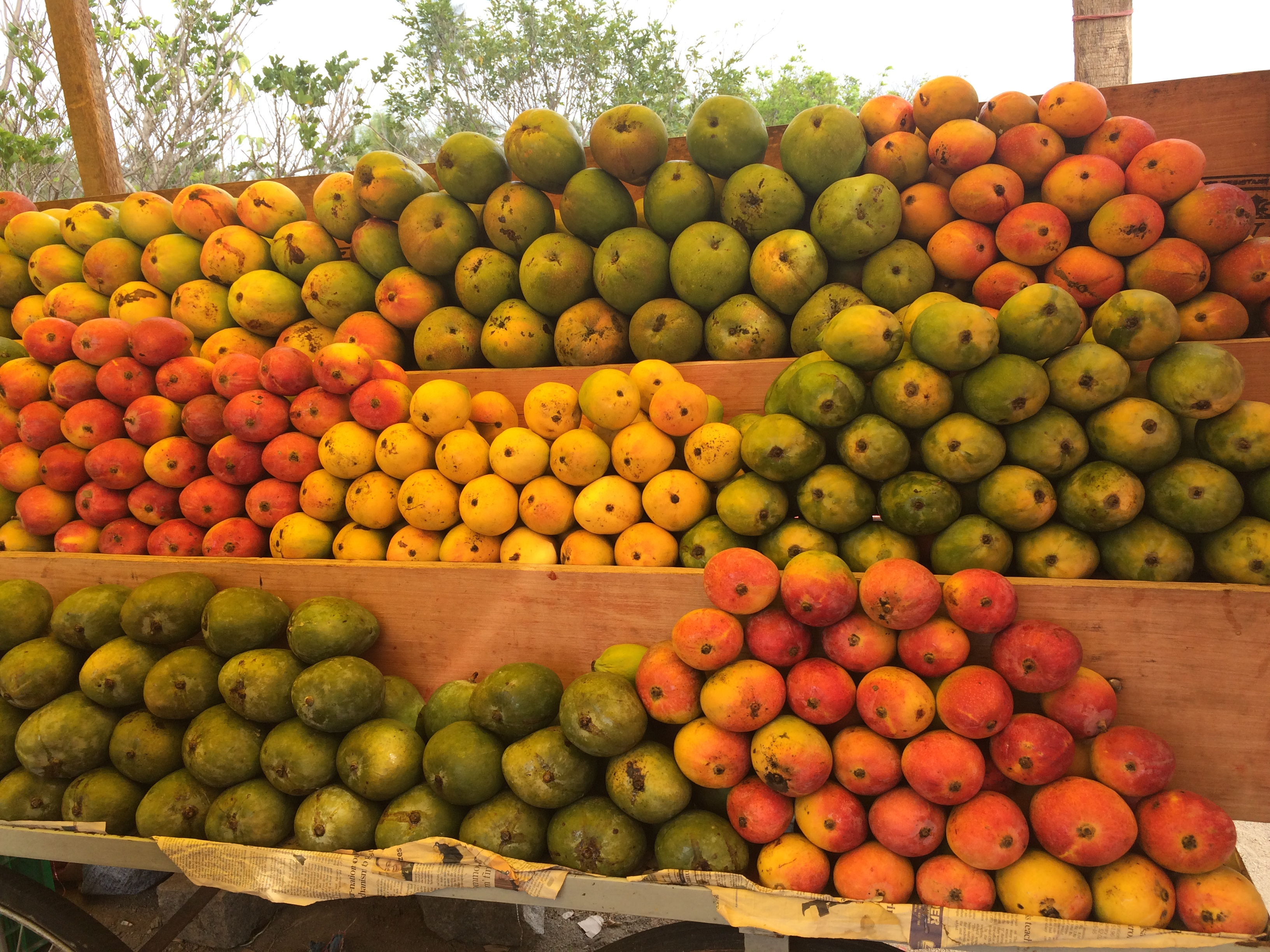
인도에서 판매되는 다양한 망고 품종

망고는 여러 요리에서 사용된다. 신맛이 나는 덜 익은 망고는 인도 요리의 차트니 (예: 망고 차트니), 피클, 달 및 기타 반찬에 사용된다. 망고로 아암 판나(aam panna)라는 여름 음료를 만든다. 망고 펄프를 젤리로 만들거나 붉은 콩 달과 녹색 고추를 넣고 조리하여 밥과 함께 먹기도 한다. 망고 라시는 남아시아 전역에서 소비되며, 잘 익은 망고 또는 망고 펄프를 우락유와 설탕과 섞어 만든다. 잘 익은 망고는 카레를 만드는 데도 사용된다. 암라스는 망고와 설탕 또는 우유로 만든 걸쭉한 주스로, 차파티 또는 푸리와 함께 먹는다. 잘 익은 망고의 펄프는 망가다(mangada)라는 잼을 만드는 데도 사용된다. 안드라 아바카야는 날것의 덜 익은, 과육이 많고 신 망고를 고춧가루, 호로파 씨앗, 겨자 가루, 소금, 땅콩기름과 섞어 만든 피클이다. 망고는 달과 춘다(달콤하고 매운, 강판에 간 망고 진미)를 만드는 데도 사용된다. 인도네시아 요리에서는 덜 익은 망고를 아시난, 루작, 삼발 펜시트/망가 무다로 가공하거나, 식용 소금과 함께 먹는다.
망고는 무라바 (과일 보존식품), 무람바 (달콤하고 강판에 간 망고 진미), 암추르 (건조 및 분말화된 덜 익은 망고), 매운 겨자유 피클과 알코올을 포함한 피클을 만드는 데 사용된다. 잘 익은 망고는 얇게 잘라 건조하고 접은 다음 자른다. 이 과일은 뮈슬리와 귀리 그래놀라와 같은 시리얼 제품에도 첨가된다.
망고는 주스, 스무디, 아이스크림, 과일 바, 라스파도, 아구아스 프레스카스, 파이, 달콤한 칠리 소스를 만들거나, 달콤하고 매운 칠리 페이스트인 차모이와 섞어 사용된다. 중앙아메리카에서는 망고를 녹색으로 소금, 식초, 후추, 매운 소스와 섞어 먹거나, 익은 상태로 다양한 형태로 먹는다.
망고 조각을 으깨어 아이스크림 위에 토핑으로 사용하거나 우유와 얼음과 섞어 밀크셰이크로 만들 수 있다. 달콤한 찹쌀은 코코야자로 맛을 낸 후 썰은 망고와 함께 망고 찹쌀밥으로 제공된다. 동남아시아의 다른 지역에서는 망고를 어장과 쌀식초에 절여 먹는다. 녹색 망고는 어장과 마른 새우를 넣은 망고 샐러드에 사용할 수 있다. 연유를 넣은 망고는 빙수 토핑으로 사용할 수 있다.
생 녹색 망고는 썰어서 샐러드처럼 먹을 수 있다. 동남아시아 대부분 지역에서는 일반적으로 어장, 식초, 간장 또는 약간의 소금 (일반 또는 매운맛)과 함께 먹는다. – 이 조합은 영어로 보통 "망고 샐러드"라고 불린다.

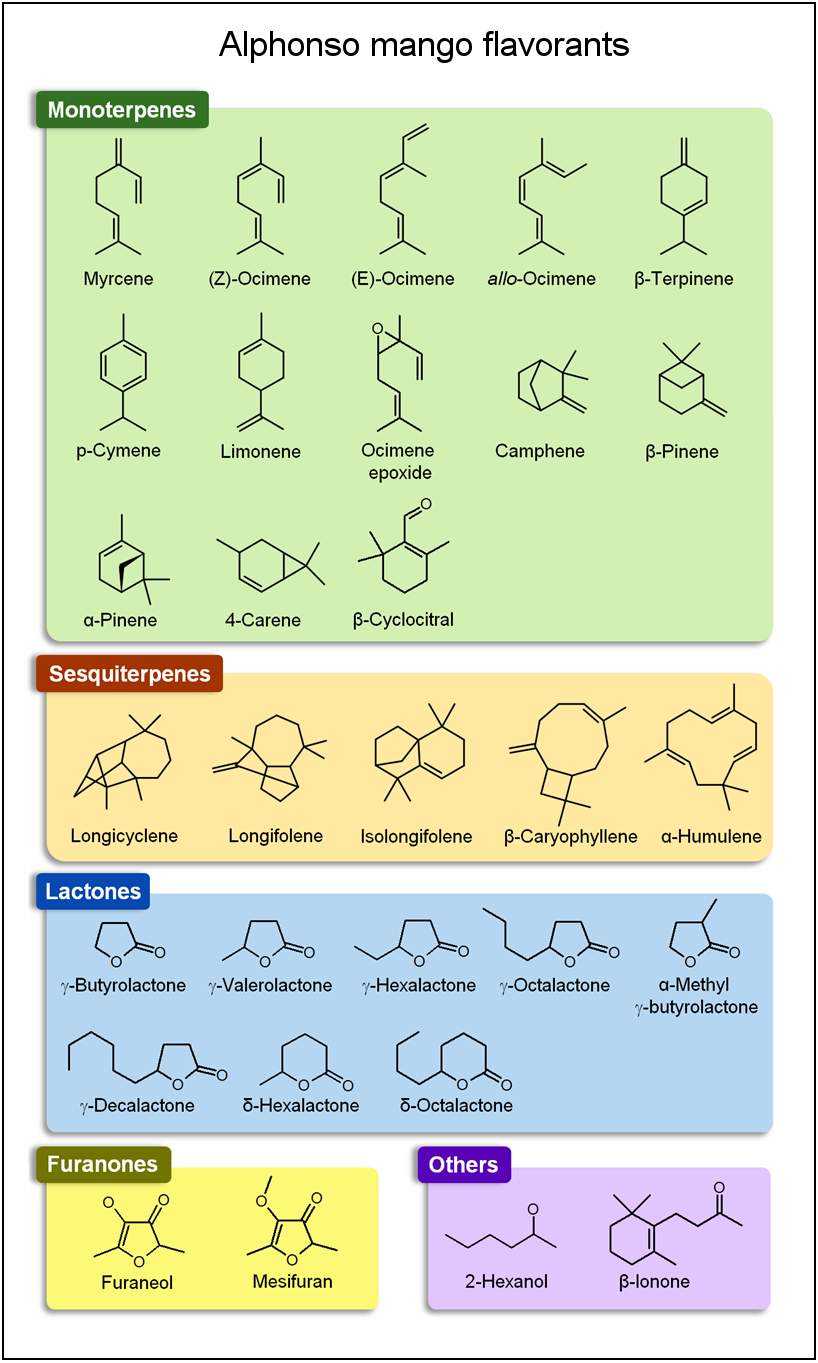
인도산 '알폰소' 망고의 주요 풍미 화학 물질

필리핀에서는 녹색 망고를 바구옹 (짭짤한 생선 또는 새우장), 소금, 간장, 식초 또는 고추와 함께 먹는 것이 일반적이다. 필리핀에서는 잘 익은 망고 조각을 사용하는 망고 플로트와 망고 케이크를 먹는다. 달콤하고 잘 익은 망고의 건조된 조각 (때로는 씨 없는 타마린드와 결합하여 망고린드를 형성하기도 함)도 소비된다. 망고는 주스, 망고 넥타를 만들고, 망고 아이스크림과 소르베테스의 향료 및 주요 성분으로 사용될 수 있다.

## 식물 화학
망고 껍질과 과육에는 피토케미컬인 트리테르펜 루페올 등 수많은 화학 물질이 존재한다. 연구 중인 망고 껍질 색소에는 카로티노이드가 포함되며, 예를 들어 비타민 A 전구체인 베타카로틴, 루테인, 알파카로틴이 있다. 또한 폴리페놀인 퀘르세틴, 캠페롤, 갈산, 커피산, 카테킨 및 탄닌도 존재한다. 망고에는 잔토노이드인 망기페린이 함유되어 있다.
피토케미컬과 무기질 함량은 망고 재배품종에 따라 다른 것으로 나타난다. 망고 과육에서 최대 25가지의 다른 카로티노이드가 분리되었으며, 이 중 가장 밀도가 높은 것은 베타카로틴으로, 대부분의 망고 재배 품종의 노란 주황색 색소를 설명한다. 망고 잎에도 잔토노이드, 망기페린, 갈산을 포함한 상당한 폴리페놀 함량이 있다.

### 맛
망고 과일의 맛은 주로 테르펜, 퓨라논, 락톤, 에스터 계열에 속하는 여러 휘발성 유기 화학 물질에 의해 결정된다. 망고의 다양한 품종은 서로 다른 휘발성 화학 물질로 구성된 맛을 가지거나, 같은 휘발성 화학 물질이 다른 양으로 존재할 수 있다. 일반적으로 신대륙 망고 품종은 단테르펜 향미제인 δ-3-카렌의 우세함이 특징인 반면, (Z)-오시멘 및 미르센과 같은 다른 단테르펜의 고농도, 그리고 락톤과 푸라논의 존재는 구세계 품종의 독특한 특징이다. 인도에서는 '알폰소'가 가장 인기 있는 품종 중 하나이다. '알폰소' 망고에서는 락톤과 푸라논이 숙성 과정에서 합성되는 반면, 테르펜과 다른 향미제는 발달 중인 (덜 익은) 열매와 숙성 중인 열매 모두에 존재한다. 망고 과일의 숙성에 관여하는 것으로 잘 알려진 숙성 관련 호르몬인 에틸렌 또한 외부 적용 시 망고 과일의 풍미 구성에 변화를 유발한다. 망고 향의 화학적 조성에 대한 방대한 정보와 달리, 이러한 화학 물질의 생합성은 깊이 연구되지 않았다. 현재까지 향 생합성 경로의 효소를 암호화하는 유전자는 소수만이 특성화되었다.

### 독성
망고 잎, 줄기, 수액, 껍질에 있는 오일과의 접촉은 민감한 사람에게 피부염과 과민증을 유발할 수 있다. 우루시올 (독말풀, 독참나무, 독옻나무에 있는 알레르겐)로 인한 접촉 피부염 병력이 있는 사람은 망고 접촉 피부염의 위험이 가장 높을 수 있다. 피부염이나 알레르기 반응을 일으킬 수 있는 다른 망고 화합물로는 망기페린이 있다. 망고 알레르겐과 우루시올 사이에 교차 반응이 일어날 수 있다. 민감한 사람은 껍질을 벗긴 망고를 먹거나 망고 주스를 안전하게 마시지 못할 수 있다.
봄에 망고나무가 꽃을 피울 때, 알레르기가 있는 현지 주민들은 꽃 꽃가루가 공기 중으로 퍼지기도 전에 호흡 곤란, 눈 가려움, 얼굴 부기 등을 경험할 수 있다. 이 경우 자극제는 꽃에서 기화된 방향유일 가능성이 높다. 망고의 주요 숙성 시기 동안, 망고 식물 부분 – 주로 수액, 잎, 과일 껍질 –과의 접촉이 하와이에서 식물성 피부염의 가장 흔한 원인이다.

## 영양
생 망고는 84%의 수분, 15%의 탄수화물, 1%의 단백질로 구성되어 있으며 지방은 거의 없다 (표). 기준량 100 g (3.5 oz)당 생 망고는 60 칼로리의 에너지를 공급하며, 비타민 C의 풍부한 공급원 (일일 권장량의 44%)이고, 적당량의 엽산 (11% DV)과 구리 (12% DV)를 함유하고 있지만, 다른 미량영양소의 함량은 낮다 (표).

## 문화

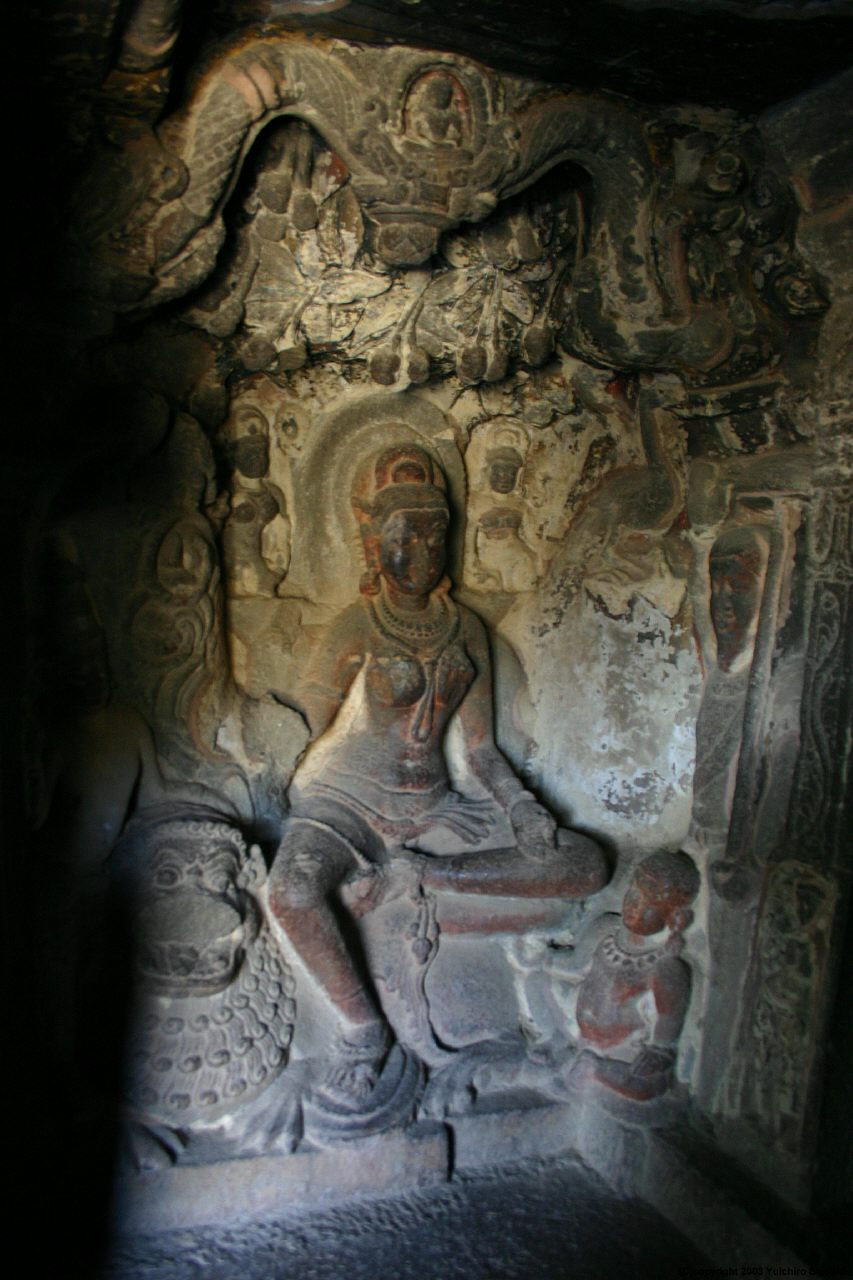
엘로라 석굴 34번 석굴의 망고나무 아래 암비카상

망고는 인도의 국가 과일이다. 또한 방글라데시의 국목이다. 인도에서는 망고의 수확과 판매가 3월에서 5월 사이에 이루어지며, 이는 매년 뉴스 기관에서 다룬다.
망고는 남아시아 문화에서 전통적인 맥락을 가지고 있다. 마우리아 제국의 황제 아소카는 그의 칙령에서 제국 도로를 따라 과일과 그늘을 제공하는 나무를 심는 것을 언급했다:
"도로에는 소와 사람들에게 그늘을 제공하기 위해 반얀나무가 심어졌고, 망고 숲도 심어졌다."
중세 인도에서 인도-페르시아 시인 아미르 호스로우는 망고를 "힌두스탄의 가장 아름다운 과일"인 "나그자 타린 메와 힌두스탄"이라고 불렀다. 망고는 델리 술탄 알라웃딘 할지의 궁정에서 즐겨 먹었다. 무굴 제국은 특히 이 과일을 좋아했는데, 바부르는 그의 바부르나마에서 망고를 칭찬한다. 동시에 셰르 샤 수리는 무굴 황제 후마윤에 대한 승리 후 차운사 품종의 창시를 시작했다. 무굴 제국의 원예 후원은 유명한 토타푸리를 포함한 수천 가지 망고 품종의 접목으로 이어졌는데, 이는 이란과 중앙아시아에 처음으로 수출된 품종이었다. 악바르 (1556–1605)는 다르방가, 비하르 근처에 10만 그루의 망고 과수원을 심었다고 전해지며, 자한기르와 샤 자한은 라호르와 델리에 망고 과수원을 심고 망고 기반 디저트를 만들도록 명령했다.
자이나교 여신 암비카는 전통적으로 망고나무 아래 앉아 있는 모습으로 표현된다. 망고 꽃은 또한 여신 사라스바티 숭배에 사용된다. 망고 잎은 결혼식과 가네샤 차투르티와 같은 축제 동안 인도 가정의 아치와 문을 장식한다. 망고 모티프와 페이즐리는 다양한 인도 자수 스타일에서 널리 사용되며, 카슈미르 숄, 칸치푸람 및 실크 사리에서 찾아볼 수 있다. 타밀나두주에서는 망고가 바나나와 잭프루트와 함께 세 가지 왕실 과일 중 하나로 불리는데, 그들의 단맛과 풍미 때문이다. 이 세 가지 과일의 조합을 마-팔라-바자이(ma-pala-vazhai)라고 부른다. 고전 산스크리트 시인 칼리다사는 망고를 찬양했다.
망고는 문화대혁명 동안 중화인민공화국에서 마오쩌둥 주석의 인민 사랑의 상징으로 망고 숭배의 대상이 되었다.

## 사진

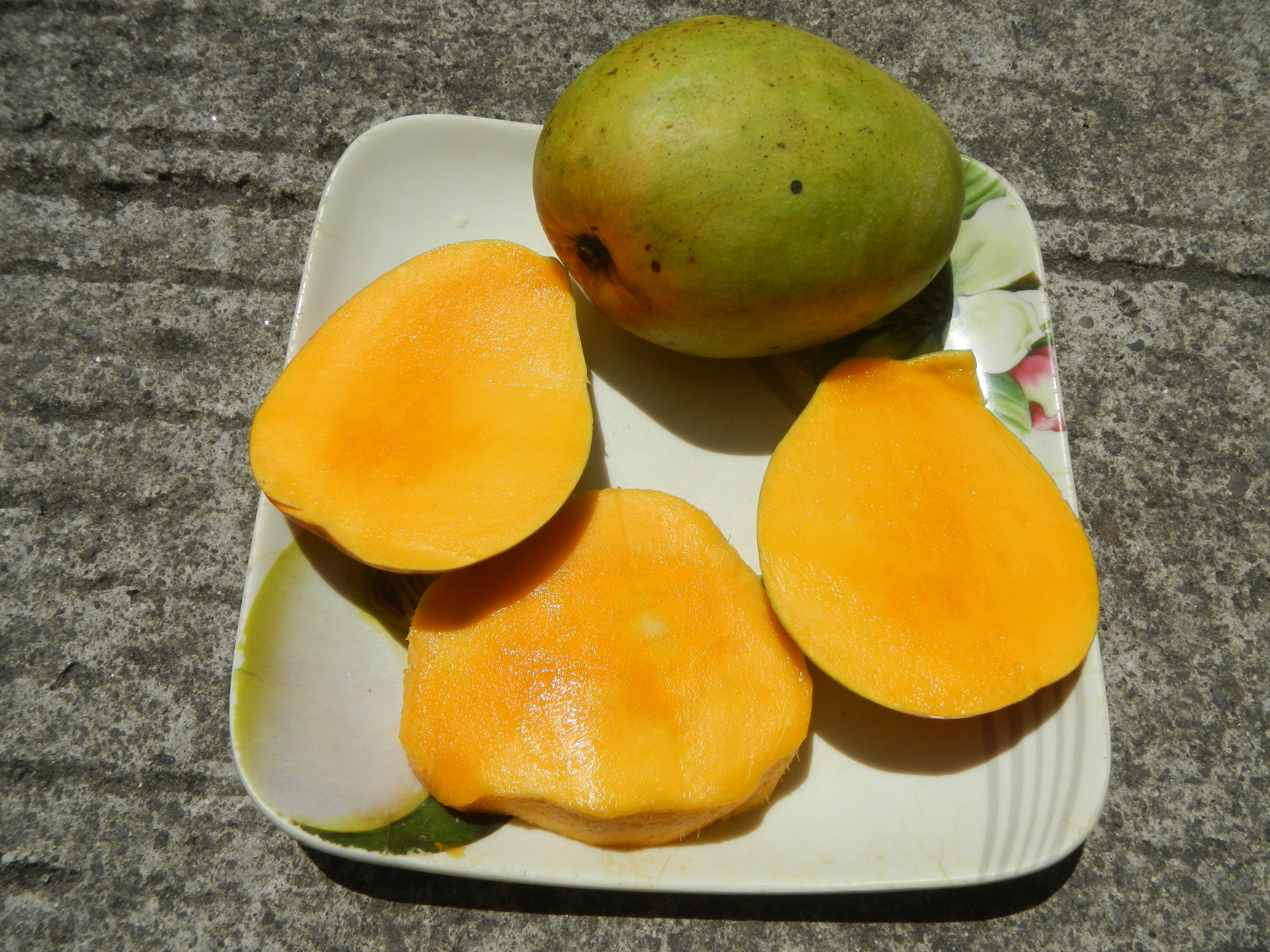
망고
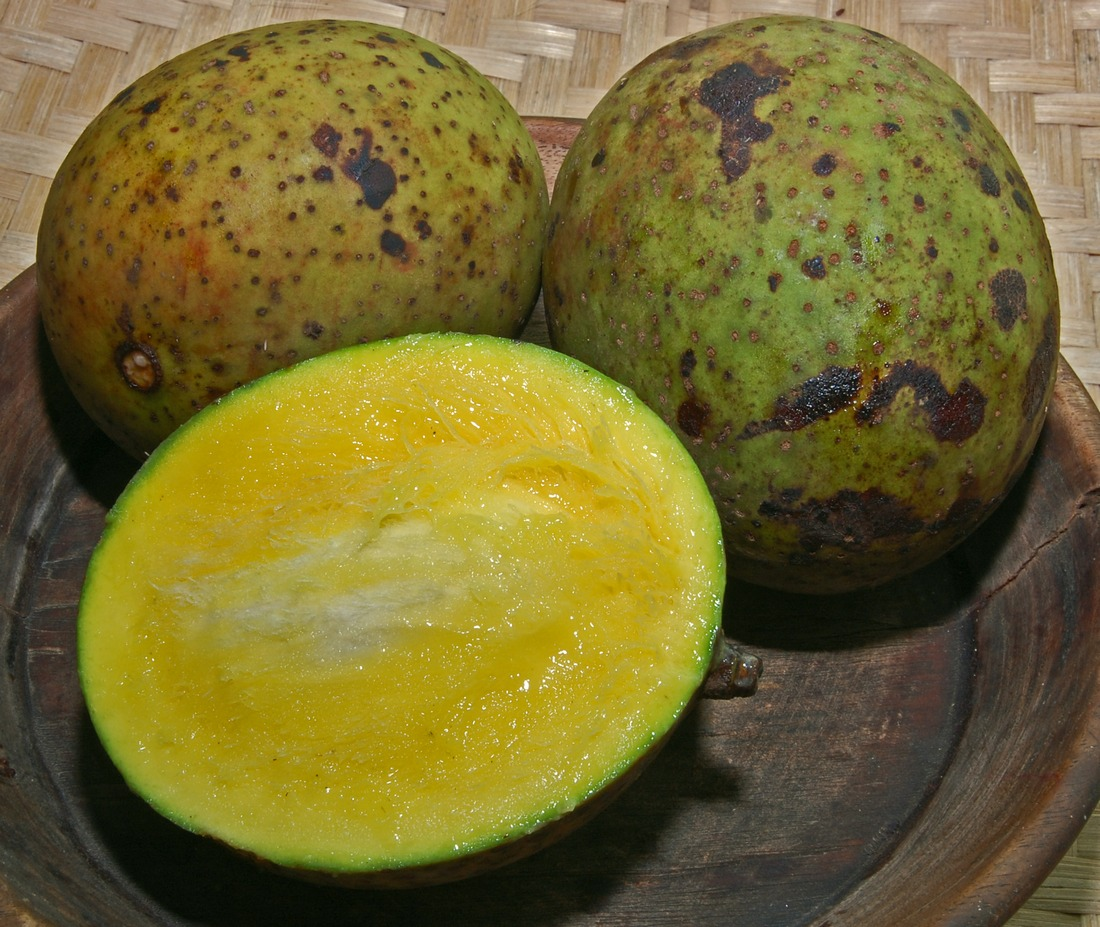
말망고
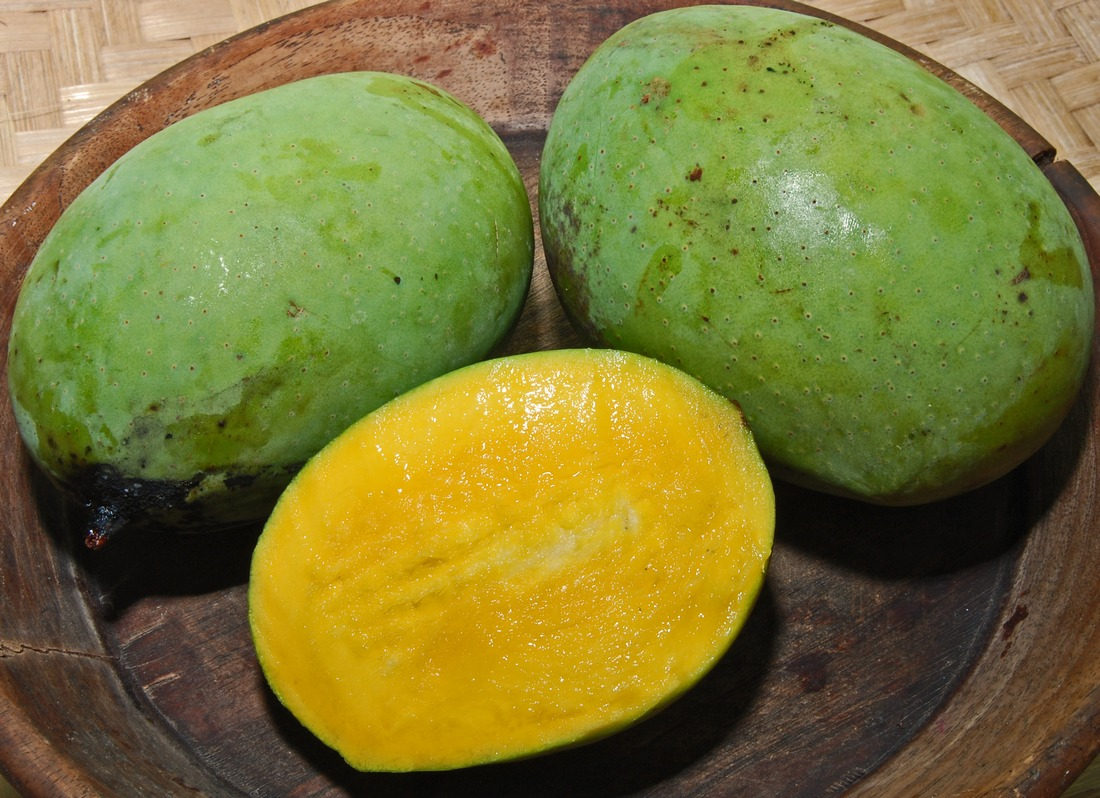
사이판망고

## 참조
1. 1 2 3 4 5  Kuhn, David N.; Bally, Ian S. E.; Dillon, Natalie L.; Innes, David; Groh, Amy M.; Rahaman, Jordon; Ophir, Ron; Cohen, Yuval; Sherman, Amir (2017년 4월 20일). 《Genetic Map of Mango: A Tool for Mango Breeding》. 《Frontiers in Plant Science》 8. 577쪽. doi:10.3389/fpls.2017.00577. PMC 5397511. PMID 28473837.
2. 1 2 3 4 5 6  Warschefsky, Emily J.; Wettberg, Eric J. B. (June 2019). 《Population genomic analysis of mango (Mangifera indica) suggests a complex history of domestication》. 《New Phytologist》 222. 2023–2037쪽. Bibcode:2019NewPh.222.2023W. doi:10.1111/nph.15731. PMID 30730057.
3. ↑  Sherman, Amir; Rubinstein, Mor; Eshed, Ravit; Benita, Miri; Ish-Shalom, Mazal; Sharabi-Schwager, Michal; Rozen, Ada; Saada; Cohen, Yuval; Ophir, Ron (December 2015). 《Mango (Mangifera indica L.) germplasm diversity based on single nucleotide polymorphisms derived from the transcriptome》. 《BMC Plant Biology》 15. 277쪽. doi:10.1186/s12870-015-0663-6. ISSN 1471-2229. PMC 4647706. PMID 26573148.
4. 1 2 3 4 5 6 7 8 9 10 11 12 13 14 15 16 17 18 19  Morton, Julia Frances (1987). 《Mango. In: Fruits of Warm Climates》. NewCROP, New Crop Resource Online Program, Center for New Crops & Plant Products, Purdue University. 221–239쪽. ISBN 978-0-9610184-1-2.
5. ↑  “Pakistani mango: The king of fruits”. ArabNews. 2019년 8월 13일.
6. ↑  “Mangoes In The Philippines”. 《CropLife》.
7. ↑  “Mango tree, national tree”. 2010년 11월 15일. 2013년 11월 16일에 확인함.
8. ↑  “Mango”. Online Etymology Dictionary. 2024. 2024년 4월 14일에 확인함.
9. ↑  Fabricius, J. P. (1972). “J. P. Fabricius's Tamil and English dictionary. 4th ed., rev.and enl”. 《dsal.uchicago.edu》. 2023년 12월 15일에 확인함.
10. 1 2  Prakash, Om (2005). 《A Tryst with Mango: Retrospect, Aspects, Prospects》 (영어). APH Publishing. xiv쪽. ISBN 978-81-7648-912-6.
11. ↑  “mango n. (1)”. 《OED Online》. 옥스퍼드 대학교 출판부. June 2021.
12. ↑  “Mango”. 《California Rare Fruit Growers》. 2020년 10월 19일에 원본 문서에서 보존된 문서. 2015년 11월 4일에 확인함.
13. ↑  “Mango (Mangifera indica) varieties”. 《toptropicals.com》. 2014년 1월 2일에 확인함.
14. ↑  Marcos-Filho, Julio. “Physiology of Recalcitrant Seeds” (PDF). Ohio State University. 2014년 1월 24일에 원본 문서 (PDF)에서 보존된 문서. 2014년 12월 3일에 확인함.
15. ↑  Spengler, Robert N. (April 2020). 《Anthropogenic Seed Dispersal: Rethinking the Origins of Plant Domestication》. 《Trends in Plant Science》 (영어) 25. 340–348쪽. Bibcode:2020TPS....25..340S. doi:10.1016/j.tplants.2020.01.005. hdl:21.11116/0000-0005-C7E0-D. PMID 32191870.
16. 1 2 3  Jonathan Allen (2006년 5월 10일). “Mango Mania in India”. 《The New York Times》. 2013년 9월 4일에 확인함.
17. ↑  Hunsberger, Adrian; Balerdi, Carlos (February 2012). “DOORYARD DISEASE CONTROL FOR MANGOS IN FLORIDA” (PDF). University of Florida/IFAS Miami-Dade County Extension. 2023년 3월 10일에 확인함. Mango varieties that are susceptible to anthracnose are: 'Cogshall', 'Graham', 'Haden', 'Irwin', 'Julie', 'Kent', 'Mallika', 'Valencia Pride', 'Zill', and others. Those that are susceptible to powdery mildew are: 'Alphonso', 'Carrie', 'Glenn', 'Haden', 'Keitt', 'Kent', 'Nam Doc Mai', 'Zill' and a few others. These will most likely need to be sprayed with fungicides each year.
18. ↑  Susser, Allen (2001). 《The Great Mango Book》. New York: Ten Speed Press. ISBN 978-1-58008-204-4.
19. 1 2  Mintz C (2008년 5월 24일). “Sweet news: Ataulfos are in season”. 《Toronto Star》. 2015년 8월 1일에 확인함.
20. ↑  Ensminger 1995, 1373쪽.
21. ↑  Watson, Andrew J. (1983). 《Agricultural innovation in the early Islamic world: the diffusion of crops and farming techniques, 700–1100》. Cambridge, UK: Cambridge University Press. 72–3쪽. ISBN 978-0-521-24711-5.
22. ↑  Gepts, P. (n.d.). “PLB143: Crop of the Day: Mango, Mangifera indica”. 《The evolution of crop plants》. Dept. of Plant Sciences, Sect. of Crop & Ecosystem Sciences, 캘리포니아 대학교 데이비스. 2013년 12월 6일에 원본 문서에서 보존된 문서. 2009년 10월 8일에 확인함.
23. ↑  Altendorf, S. (2019). 《Major Tropical Fruits: Market Review 2018》 (PDF). Rome: Food and Agriculture Organization of the United Nations.
24. ↑  Litz, Richard E. (2009). 《The Mango: Botany, Production and Uses》. Wallingford, UK: Cambridge University Press. 606–627쪽. ISBN 978-1-84593-489-7.
25. ↑  “actahort.org”. actahort.org. 2021년 2월 28일에 원본 문서에서 보존된 문서. 2013년 1월 31일에 확인함.
26. ↑  According to the Oxford Companion to Food
27. ↑  “Production of mangoes, mangosteens, and guavas in 2022, Crops/Regions/World list/Production Quantity/Year (pick lists)”. UN Food and Agriculture Organization, Corporate Statistical Database (FAOSTAT). 2024. 2024년 5월 29일에 확인함.
28. ↑  “The Scientist, the Patent and the Mangoes – Tripling the Mango Yield in the Philippines”. 《World Intellectual Property Organization》. 2021년 5월 9일에 확인함.
29. ↑  Nagao, Mike A.; Nishina, Melvin S. (1993). 〈Use of Potassium Nitrate on Mango Flowering〉.   Chia, C.L.; Evans, D.O. 《Proceedings, Conference on Mango in Hawaii; March 9-11, 1993》. University of Hawaii. 61–66쪽. hdl:10125/16493.
30. ↑  Melissa Clark (2011년 4월 1일). “For everything there is a season, even mangoes”. 《The New York Times》. 2019년 11월 24일에 확인함.
31. 1 2  Sareen, Richa; Shah, Ashok (2011). 《Hypersensitivity manifestations to the fruit mango》. 《Asia Pacific Allergy》 1. 43–9쪽. doi:10.5415/apallergy.2011.1.1.43. ISSN 2233-8276. PMC 3206236. PMID 22053296.
32. ↑  Sendari, Anugerah Ayu (2023년 6월 8일). manisan-sampai-sambal?page=9 “8 Resep Olahan Mangga Muda Menyegarkan, dari Manisan Sampai Sambal” |url= 값 확인 필요 (도움말). 《liputan6.com》 (인도네시아어). 2024년 8월 22일에 확인함.
33. ↑  “7 Khasiat Tidak Terduga Rutin Mengonsumsi Mangga Muda Campur Garam”. 《jpnn.com》 (인도네시아어). 2024년 8월 22일에 확인함.
34. ↑  《The Complete Guide to Edible Wild Plants》 (미국 영어). New York: 스카이호스 퍼블리싱. 2009. 66쪽. ISBN 978-1-60239-692-0. OCLC 277203364.
35. ↑  Valente, Anabela (2020년 4월 2일). “Oh, the Fruits in Southeast Asia!”. 《Diaries of Travel Inspirations》. 2021년 5월 9일에 확인함.
36. ↑  Pedrosa, Kannalyn Joy (2020년 2월 25일). “Green Mangoes and Shrimp Paste (The mouth-watering food tandem)”. 《The VA Collections》. 2021년 5월 9일에 원본 문서에서 보존된 문서. 2021년 5월 9일에 확인함.
37. ↑  “Green Mango & Bagoong”. 《Market Manila》. 2008년 10월 5일. 2021년 5월 9일에 확인함.
38. ↑  Tan, Joanne Catherine (2015년 6월 5일). “Top 12 Cakes To Try In The Philippines”. 《When in Manila》. 2019년 5월 15일에 확인함.
39. ↑  Maryanne (2017년 6월 15일). “Mango Royale (Mango Icebox Cake)”. The Little Epicurean. 2018년 12월 2일에 확인함.
40. ↑  National Academies of Sciences, Engineering, and Medicine; Health and Medicine Division; Food and Nutrition Board; Committee to Review the Dietary Reference Intakes for Sodium and Potassium (2019). 〈Chapter 4: Potassium: Dietary Reference Intakes for Adequacy〉.   Oria, Maria; Harrison, Meghan; Stallings, Virginia A. 《Dietary Reference Intakes for Sodium and Potassium》. The National Academies Collection: Reports funded by National Institutes of Health. Washington, DC: National Academies Press (US). 120–121쪽. doi:10.17226/25353. ISBN 978-0-309-48834-1. PMID 30844154. 2024년 12월 5일에 확인함.
41. ↑  United States Food and Drug Administration (2024). “Daily Value on the Nutrition and Supplement Facts Labels”. 《FDA》. 2024년 3월 27일에 원본 문서에서 보존된 문서. 2024년 3월 28일에 확인함.
42. ↑  Chaturvedi PK, Bhui K, Shukla Y (2008). 《Lupeol: connotations for chemoprevention》. 《Cancer Lett》 263. 1–13쪽. doi:10.1016/j.canlet.2008.01.047. PMID 18359153.
43. ↑  Berardini N, Fezer R, Conrad J, Beifuss U, Carle R, Schieber A (2005). 《Screening of mango (Mangifera indica L.) cultivars for their contents of flavonol O – and xanthone C-glycosides, anthocyanins, and pectin》. 《J Agric Food Chem》 53. 1563–70쪽. Bibcode:2005JAFC...53.1563B. doi:10.1021/jf0484069. PMID 15740041.
44. ↑  Gouado I, Schweigert FJ, Ejoh RA, Tchouanguep MF, Camp JV (2007). 《Systemic levels of carotenoids from mangoes and papaya consumed in three forms (juice, fresh and dry slice)》. 《Eur J Clin Nutr》 61. 1180–8쪽. doi:10.1038/sj.ejcn.1602841. PMID 17637601.
45. ↑  Mahattanatawee K, Manthey JA, Luzio G, Talcott ST, Goodner K, Baldwin EA (2006). 《Total antioxidant activity and fiber content of select Florida-grown tropical fruits》. 《J Agric Food Chem》 54. 7355–63쪽. Bibcode:2006JAFC...54.7355M. doi:10.1021/jf060566s. PMID 16968105.
46. ↑  Singh UP, Singh DP, Singh M,  외. (2004). 《Characterization of phenolic compounds in some Indian mango cultivars》. 《Int J Food Sci Nutr》 55. 163–9쪽. doi:10.1080/09637480410001666441. PMID 14985189. S2CID 22576447.
47. ↑  Andreu GL, Delgado R, Velho JA, Curti C, Vercesi AE (2005). 《Mangiferin, a natural occurring glucosyl xanthone, increases susceptibility of rat liver mitochondria to calcium-induced permeability transition》. 《Arch Biochem Biophys》 439. 184–93쪽. doi:10.1016/j.abb.2005.05.015. PMID 15979560.
48. ↑  Rocha Ribeiro SM, Queiroz JH, Lopes Ribeiro de Queiroz ME, Campos FM, Pinheiro Sant'ana HM (2007). 《Antioxidant in mango (Mangifera indica L.) pulp》. 《Plant Foods Hum Nutr》 62. 13–7쪽. doi:10.1007/s11130-006-0035-3. PMID 17243011. S2CID 27051096.
49. ↑  Chen JP, Tai CY, Chen BH (2004). 《Improved liquid chromatographic method for determination of carotenoids in Taiwanese mango (Mangifera indica L.)》. 《J Chromatogr A》 1054. 261–8쪽. doi:10.1016/S0021-9673(04)01406-2. PMID 15553152.
50. ↑  Barreto JC, Trevisan MT, Hull WE,  외. (2008). 《Characterization and quantitation of polyphenolic compounds in bark, kernel, leaves, and peel of mango (Mangifera indica L.)》. 《J Agric Food Chem》 56. 5599–610쪽. Bibcode:2008JAFC...56.5599B. doi:10.1021/jf800738r. PMID 18558692.
51. ↑  Pandit, Sagar S.; Chidley, Hemangi G.; Kulkarni, Ram S.; Pujari, Keshav H.; Giri, Ashok P.; Gupta, Vidya S. (2009). 《Cultivar relationships in mango based on fruit volatile profiles》. 《Food Chemistry》 114. 363–372쪽. doi:10.1016/j.foodchem.2008.09.107.
52. ↑  Pandit SS, Chidley HG, Kulkarni RS, Pujari KH, Giri AP, Gupta VS, 2009, Cultivar relationships in mango based on fruit volatile profiles, Food Chemistry, 144, 363–372.
53. ↑  Narain N, Bora PS, Narain R and Shaw PE (1998). Mango, In: Tropical and Subtropical Fruits, Edt. by Shaw PE, Chan HT and Nagy S. Agscience, Auburndale, FL, USA, pp. 1–77.
54. ↑  Kulkarni RS, Chidley HG, Pujari KH, Giri AP and Gupta VS, 2012, Flavor of mango: A pleasant but complex blend of compounds, In Mango Vol. 1: Production and Processing Technology 보관됨 3 12월 2013 - 웨이백 머신 (Eds. Sudha G Valavi, K Rajmohan, JN Govil, KV Peter and George Thottappilly) Studium Press LLC.
55. ↑  Pandit, Sagar S.; Kulkarni, Ram S.; Chidley, Hemangi G.; Giri, Ashok P.; Pujari, Keshav H.; Köllner, Tobias G.; Degenhardt, Jörg; Gershenzon, Jonathan; Gupta, Vidya S. (2009). 《Changes in volatile composition during fruit development and ripening of 'Alphonso' mango》. 《Journal of the Science of Food and Agriculture》 89. 2071–2081쪽. Bibcode:2009JSFA...89.2071P. doi:10.1002/jsfa.3692.
56. ↑  Gholap, A. S., Bandyopadhyay, C., 1977. Characterization of green aroma of raw mango (Mangifera indica L.). Journal of the Science of Food and Agriculture 28, 885–888
57. ↑  Kulkarni, Ram S.; Chidley, Hemangi G.; Pujari, Keshav H.; Giri, Ashok P.; Gupta, Vidya S. (2012). 《Geographic variation in the flavour volatiles of Alphonso mango》. 《Food Chemistry》 130. 58–66쪽. doi:10.1016/j.foodchem.2011.06.053.
58. ↑  Lalel HJD, Singh Z, Tan S, 2003, The role of ethylene in mango fruit aroma volatiles biosynthesis, Journal of Horticultural Science and Biotechnology, 78, 485–496.
59. ↑  Chidley, Hemangi G.; Kulkarni, Ram S.; Pujari, Keshav H.; Giri, Ashok P.; Gupta, Vidya S. (2013). 《Spatial and temporal changes in the volatile profile of Alphonso mango upon exogenous ethylene treatment》. 《Food Chemistry》 136. 585–594쪽. doi:10.1016/j.foodchem.2012.08.029. PMID 23122101. S2CID 42523345.
60. ↑  Pandit, S. S.; Kulkarni, R. S.; Giri, A. P.; Köllner, T. G.; Degenhardt, J.; Gershenzon, J.; Gupta, V. S. (June 2010). 《Expression profiling of various genes during the development and ripening of Alphonso mango》. 《Plant Physiology and Biochemistry》 48. 426–433쪽. doi:10.1016/j.plaphy.2010.02.012. PMID 20363641. S2CID 22915293.
61. ↑  Singh, Rajesh K.; Sane, Vidhu A.; Misra, Aparna; Ali; Nath, Pravendra (2010). 《Differential expression of the mango alcohol dehydrogenase gene family during ripening》. 《Phytochemistry》 71. 1485–1494쪽. Bibcode:2010PChem..71.1485S. doi:10.1016/j.phytochem.2010.05.024. PMID 20598721.
62. ↑  Kulkarni, Ram; Pandit, Sagar; Chidley, Hemangi; Nagel, Raimund; Schmidt, Axel; Gershenzon, Jonathan; Pujari, Keshav; Giri, Ashok; Gupta, Vidya (2013). 《Characterization of three novel isoprenyl diphosphate synthases from the terpenoid rich mango fruit》. 《Plant Physiology and Biochemistry》 71. 121–131쪽. Bibcode:2013PlPB...71..121K. doi:10.1016/j.plaphy.2013.07.006. PMID 23911730. S2CID 46320747.
63. ↑  Kulkarni RS, Chidley HG, Deshpande A, Schmidt A, Pujari KH, Giri AP and Gershenzon J, Gupta VS, 2013, An oxidoreductase from 'Alphonso' mango catalyzing biosynthesis of furaneol and reduction of reactive carbonyls, SpringerPlus, 2, 494.
64. ↑  Miell J, Papouchado M, Marshall A (1988). 《Anaphylactic reaction after eating a mango》. 《British Medical Journal》 297. 1639–40쪽. doi:10.1136/bmj.297.6664.1639. PMC 1838873. PMID 3147776.
65. ↑  Hershko K, Weinberg I, Ingber A (2005). 《Exploring the mango – poison ivy connection: the riddle of discriminative plant dermatitis》. 《Contact Dermatitis》 52. 3–5쪽. doi:10.1111/j.0105-1873.2005.00454.x. PMID 15701120. S2CID 31162401.
66. ↑  Oka K, Saito F, Yasuhara T, Sugimoto A (2004). 《A study of cross-reactions between mango contact allergens and urushiol》. 《Contact Dermatitis》 51. 292–6쪽. doi:10.1111/j.0105-1873.2004.00451.x. PMID 15606656. S2CID 6115016.
67. ↑  McGovern TW, LaWarre S (2001). 《Botanical briefs: the mango tree—Mangifera indica L.》. 《Cutis》 67. 365–6쪽. PMID 11381849.
68. ↑  “National Fruit”. 《Know India》. Government of India. 2010년 8월 20일에 원본 문서에서 보존된 문서. 2010년 8월 17일에 확인함.
69. ↑  “National Fruit”. 2020년 4월 20일에 원본 문서에서 보존된 문서. 2015년 11월 4일에 확인함.
70. ↑  “Mango tree, national tree”. BDnews24.com. 2010년 12월 23일에 원본 문서에서 보존된 문서. 2010년 11월 16일에 확인함.
71. ↑  “Mango tree, national tree”. 《bdnews24.com》.
72. ↑  Curtis Morgan (1995년 6월 22일). “The Nation Is Discovering What South Floridans Have Long Known: Mango Is the Sexiest Fruit on Earth”. Food. 《The Miami Herald》. 1E면. Mango culture owes much to Akbar, emperor of India's Mogul conquerors from 1556 to 1605, who planted an orchard of 100,000 trees near Darbhanga in Eastern India.
73. ↑  Sen, Upala (June 2017). “Peeling the Emperor of Fruits”. 《The Telegraph (India)》.
74. ↑  “Ambika In Jaina Art And Literature” – exoticindiaart.com 경유.
75. ↑  Subrahmanian N, Hikosaka S, Samuel GJ (1997). 《Tamil social history》. 88쪽. 2010년 3월 23일에 확인함.
76. ↑  “His highness, Mango maharaja: An endless obsession – Yahoo! Lifestyle India”. Yahoo!. 2012년 5월 29일. 2013년 3월 16일에 원본 문서에서 보존된 문서. 2013년 6월 14일에 확인함.
77. ↑  Moore, Malcolm (2013년 3월 7일). “How China came to worship the mango during the Cultural Revolution”. 《The Daily Telegraph》. Additional reporting by Valentina Luo. 2022년 1월 11일에 원본 문서에서 보존된 문서. 2015년 9월 28일에 확인함.